# يوليا تيموشينكو
يوليا فولوديميريفنا تيموشينكو (27 نوفمبر 1960 -) (بالأوكرانية: Ю́лія Володи́мирівна Тимошенко)  سياسية أوكرانية. شاركت في قيادة الثورة البرتقالية. كانت أول امرأة يتم تعيينها كرئيس وزراء لأوكرانيا، تولت منصب رئاسة الوزراء من 25 يناير إلى 8 سبتمبر 2005، وتولته مرة أخرى من 18 ديسمبر 2007 إلى 4 مارس 2010.
وهي زعيمة حزب كل الأوكرانيين الذي يعد أكبر الأحزاب المعارضة في البلاد. حيث حصل الحزب في الانتخابات البرلمانية الأوكرانية عام 2012 على ثاني أكبر عدد من الأصوات، وحصل على 101 مقعدا من مقاعد البرلمان البالغ عددها 450 مقعدا.
حصلت تيموشينكو في الانتخابات الرئاسية الأوكرانية 2014 على 12.81٪ من الأصوات، وجاءت في المرتبة الثانية بعد بترو بوروشنكو  الذي فاز في الانتخابات ب 54.7٪ من الأصوات. حصلت تيموشينكو على المركز الثاني في الانتخابات الرئاسية الأوكرانية 2010، وخسرت بفارق 3.5 نقطة مئوية للفائز فيكتور يانوكوفيتش.
وبعد الانتخابات الرئاسية لعام 2010، وجهت إليها عدة قضايا جنائية. وفي 11 تشرين الأول / أكتوبر 2011، أدينت بتهمة الاختلاس وإساءة استعمال السلطة، وحكم عليها بالسجن لمدة سبع سنوات وأمرت بدفع مبلغ 188 مليون دولار. واعُتبرت النيابة العامة منحازة سياسياً من قبل العديد من الحكومات - وأبرزها الاتحاد الأوروبي، الذي دعا مرارا وتكرارا من أجل الإفراج عن تيموشينكو كشرط أولي للتوقيع على اتفاق الشراكة بين الاتحاد الأوروبي والولايات المتحدة، والمنظمات الدولية مثل هيومن رايتس ووتش ومنظمة العفو الدولية، وأفرج عنها في 22 شباط عام 2014، في الأيام الختامية لثورة الميدان الأوروبي، بعد إعادة النظر في القانون الجنائي الأوكراني. تم إعادة تأهيلها رسميا في 28 فبراير 2014. أغلقت المحكمة الأوكرانية العليا والمحكمة الأوروبية لحقوق الإنسان بعد الثورة الأوروميدية مباشرة القضية حيث ذكرت أن تيموشينكو «لم ترتكب أي جريمة».
في عام 2005 تم وضع تيموشينكو في المركز الثالث في قائمة مجلة فوربس لأقوى النساء في العالم. (انظر: قائمة فوربس لأكثر النساء تأثيرا في العالم)
تسعى تيموشينكو جاهدة لاندماج أوكرانيا في الاتحاد الأوروبي وتعارض بقوة عضوية أوكرانيا في الاتحاد الجمركي الأوراسي.

## نشأتها
ولدت تيموشينكو يوليا هريهيان 27 نوفمبر 1960 في دنيبرو، الجمهورية الأوكرانية الاشتراكية السوفيتية، الاتحاد السوفيتي. والدتها، ليودميلا تيليهينا (ني نيليبوفا)، ولدت في 11 أغسطس 1937، في دنيبروبيتروفسك.  والد يوليا، فولوديمير هريهيان، ولد في 3 ديسمبر 1937، في دنيبروبيتروفسك. تخلى عن زوجته وابنتها الصغيرة عندما كانت يوليا بين سنة وثلاث سنوات.

### تعليمها
تخرجت تيموشينكو من المدرسة الثانوية في دنيبروبيتروفسك في عام 1977. 
في عام 1978 كانت تيموشينكو مسجلة في قسم أتمتة وتيليشانيكش من معهد التعدين في دنيبروبيتروفسك، وفي عام 1979 انتقلت إلى قسم الاقتصاد في جامعة الدولة دنيبروبتروفسك، وتخصصت في الهندسة السيبرانية وتخرجت في عام 1984 مع مرتبة الشرف من الدرجة الأولى كمهندس اقتصادي.
في عام 1999 حصلت على الدكتوراه بمقالة بعنوان تنظيم الدولة للنظام الضريبي، في جامعة كييف الاقتصادية الوطنية.

### مهنتها
عملت تيموشينكو كاقتصادية قبل حياتها السياسية، ثم أصبحت سيدة أعمال ناجحة، وأصبحت واحدة من أغنى الناس في البلاد. قبل أن تصبح أول رئيس وزراء في أوكرانيا في عام 2005، شاركت تيموشينكو في قيادة الثورة البرتقالية. في عام 2005 تم وضع تيموشينكو في المركز الثالث في قائمة مجلة فوربس لأقوى النساء في العالم. (انظر: قائمة فوربس لأكثر النساء تأثيرا في العالم)
بعد تخرجها من جامعة ولاية دنيبروبتروفسك في عام 1984، عملت تيموشينكو كمهندس اقتصادي في «مصنع دنيبرو لبناء الآلات» (الذي أنتج صواريخ) في دنيبروبيتروفسك حتى عام 1988.
في عام 1988، وكجزء من مبادرات بيريسترويكا، اقترضت يوليا وأولكسندر تيموشينكو 5000 روبل سوفيتي وفتحت تعاونية لتأجير الفيديو، ربما بمساعدة والد أولكسندر، جينادي تيموشينكو، الذي ترأس شبكة توزيع الأفلام الإقليمية في مجلس المحافظة.
في 1989-1991 أسست يوليا مع أولكسندر تيموشينكو شركة تأجير فيديو تجارية في دنيبروبيتروفسك.
في عام 1991 أنشأت تيموشينكو (بالاشتراك مع زوجها أولكسندر، جينادي تيموشينكو، وأولكساندر غرافيتس) «شركة البنزين الأوكرانية»، وهي شركة زودت صناعة دنيبروبيتروفسك الزراعية بالوقود من 1991 إلى 1995. عملت تيموشينكو كمدير عام في عام 1995 أعادت في هذه السنة تنظيم الشركة في أنظمة الطاقة المتحدة في أوكرانيا. شغلت تيموشينكو منصب رئيس شركة أنظمة الطاقة المتحدة في أوكرانيا، وهي شركة وسيطة مملوكة للقطاع الخاص التي أصبحت المستورد الرئيسي للغاز الطبيعي الروسي إلى أوكرانيا، من 1995 إلى 1 يناير 1997.  خلال ذلك الوقت كانت تسمى بـ«أميرة الغاز». اتهمت بأنها «أعطت رشاوي لـ بافلو لازارينكو مقابل حصول شركتها على إمدادات الغاز في البلاد» على الرغم من أن القاضي مارتن جينكينز من المحكمة المحلية للولايات المتحدة في مقاطعة كاليفورنيا في 7 أيار / مايو 2004 رفض الادعاءات المتعلقة بغسل الأموال والتآمر فيما يتعلق ب إيسو، سومولي إنت. وآخرون. (الشركات التابعة ليوليا تيموشينكو) في اتصال مع أنشطة لازارينكو. خلال هذه الفترة، كانت تيموشينكو متورطة في علاقات تجارية (إما تعاونية أو معادية) مع العديد من الشخصيات الهامة في أوكرانيا. كانت تيموشينكو تتعامل مع إدارة الشركة الروسية، غازبروم. كما زعمت يوليا تيموشينكو أن إدارة الاتحاد الأوروبي حلت بنجاح، في ظل إدارتها، مشاكل اقتصادية كبيرة، ففي الفترة ما بين 1995-1997، دفعت ديون أوكرانيا البالغة مليارات الدولارات بالنسبة للغاز الروسي الطبيعي؛ واستأنفت أوكرانيا التعاون الدولي في بناء الآلات، وصناعة الأنابيب، والبناء؛ وتضاعف تصدير أوكرانيا للسلع إلى روسيا. وفي الفترة ما بين 1995-1997 كانت تيموشينكو واحدة من أغنى رجال الأعمال في أوكرانيا. وعندما انخرطت تيموشينكو في السياسة الوطنية، أصبحت شركتها أداة للضغط السياسي عليها وعلى عائلتها. واجهت الإدارة العليا للاتحاد الأوروبي للمحاكمة الادعاء. منذ عام 1998 كانت تيموشينكو سياسية بارزة في أوكرانيا. كما أزيلت من قائمة «100 أغنى الأوكرانيين» في عام 2006.

## حياتها السياسية

### وظيفة مبكرة
دخلت يوليا تيموشينكو السياسة في عام 1996، عندما انُتخبت إلى البرلمان الأوكراني في الدائرة رقم 229، بوبرينيتس، كيروفوهراد أوبلاست وحققت 92.3٪ من الاصوات. انضمت تيموشينكو في البرلمان إلى فصيل المركز الدستوري. في شباط / فبراير 1997 كان هذا الفصيل الوسطي قويا، ووفقا ل أوكراينسكا برافدا، دعمت سياسات الرئيس الأوكراني ليونيد كوتشما. في أواخر عام 1997، تم دعوة تيموشينكوإلى الانتخابات الرئاسية الأوكرانية المقبلة التي ستعقد في عام 1999، ولكن في خريف عام 1998. وفي أواخر تشرين الثاني / نوفمبر 1997، طلب المدعي العام لأوكرانيا من البرلمان الأوكراني رفع الحصانة البرلمانية لتيموشينكو، لكن النواب صوتوا ضده.
أعيد انتخاب تيموشينكو في عام 1998، وحصلت على دائرة انتخابية في منطقة كيروفهراد، وكانت أيضا رقم ستة على قائمة الحزب من هرمادا. أصبحت تيموشينكو عضوا مؤثرا في البرلمان، وعينت رئيسا للجنة الميزانية في فيركوفنا رادا. بعد فرار زعيم الحزب هرومادا بافلو لازارينكو إلى الولايات المتحدة في فبراير / شباط 1999 لتجنب التحقيقات في الاختلاس، غادر أعضاء الفصائل المختلفة هروما للانضمام إلى الفصائل البرلمانية الأخرى احتج الاتحاد الأوكراني ومن بينهم تيموشينكو في آذار / مارس 1999 على أساليب لازارينكو. وقد سجل «الوطن» رسميا كحزب سياسي في سبتمبر / أيلول 1999، وبدأ في جذب الناخبين الذين صوتوا لصالح يفين مارشوك في الانتخابات الرئاسية في أكتوبر / تشرين الأول 1999.

#### نائبة رئيس الوزراء لشؤون الوقود والطاقة
من أواخر ديسمبر 1999 إلى يناير 2001، كانت تيموشينكو نائبة رئيس الوزراء لقطاع الوقود والطاقة في مجلس الوزراء فيكتور يوشتشينكو. غادرت رسميا البرلمان في 2 مارس 2000. وتحت إرشادها، نمت إيرادات أوكرانيا من صناعة الكهرباء بعدة آلاف في المئة. ألغت ممارسة المقايضة في سوق الكهرباء، مما يتطلب من العملاء الصناعيين دفع ثمن الكهرباء نقدا. كما أنهت الإعفاءات لكثير من المنظمات التي استبعدتها من فصل سلطتها. وتعني إصلاحاتها أن الحكومة لديها ما يكفي من الأموال لدفع الأموال والمرتبات لموظفي الخدمة المدنية والعمل على زيادة الرواتب. في عام 2000، قدمت حكومة تيموشينكو 18 مليار هريفنا إضافية للمدفوعات الاجتماعية. وقد جمع نصف هذا المبلغ بسبب سحب الأموال من مخططات الظل، وحظر مدفوعات المقايضة، وإدخال قواعد المنافسة في سوق الطاقة.
وفي 18 آب / أغسطس 2000، اعتقل أولكسندر تيموشينكو، الرئيس التنفيذي لشركة يونيتيد إنيرجي سيستمز أوف أوكرين (UESU) وزوج يوليا تيموشينكو. ذكرت تيموشينكو بنفسها أن اعتقال زوجها كان نتيجة ضغط سياسي عليها. وفي 19 كانون الثاني / يناير 2001 أمر الرئيس ليونيد كوتشما برفض يوليا تيموشينكو. ثم وافق رئيس الوزراء فيكتور يوشتشنكو بصمت على رفضها، رغم إنجازاتها في قطاع الطاقة. ووصفت وسائل الإعلام الأوكرانية بأنها «الخيانة الأولى لفيكتور يوشينكو». بعد فترة وجيزة من فصلها، تولت تيموشينكو قيادة لجنة الإنقاذ الوطني وأصبحت نشطة في أوكرانيا دون احتجاجات كوتشما. واعتنقت الحركة عددا من أحزاب المعارضة، مثل يوليا تيموشينكو، الحزب الجمهوري الأوكراني، الحزب الجمهوري المحافظ الأوكراني، الحزب الاشتراكي الديمقراطي الأوكراني، الحزب الأوكراني المسيحي الديمقراطي والحزب الوطني.

### حملات ضد كوتشما وانتخابات عام 2002
في 9 فبراير 2001، أسست تيموشينكو كتلة يوليا تيموشينكو، وهي كتلة سياسية حصلت على 7.2٪ من الأصوات في الانتخابات البرلمانية عام 2002. كانت رئيسة حزب باتكيفشينا السياسي منذ تنظيم الحزب في عام 1999.
وفي 13 شباط / فبراير 2001، ألقي القبض على تيموشينكو واتهمت بتزوير الوثائق الجمركية وتهريب الغاز في عام 1997. نظم مؤيدوها السياسيون العديد من التظاهرات الاحتجاجية بالقرب من سجن لوكيانيفسكا حيث كانت محتجزة هناك. وفي آذار / مارس 2001، وجدت محكمة مقاطعة بيشيرسك (Kiev) أن التهم لا أساس لها، وألغت عقوبة الاعتقال. وطبقا لتيموشينكو، فان نظام كوتشما قد ألصق التهم بناء على طلب من القلة الذين تهددهم جهودها للقضاء على الفساد واجراء اصلاحات قائمة على السوق. وفي 9 نيسان / أبريل 2003، أصدرت محكمة الاستئناف في كييف حكما يبطل ويلغي الإجراءات المتعلقة بالقضايا الجنائية ضد يوليا وأولكسندر تيموشينكو. على الرغم من أن تيموشينكو كانت خالية تماماً من التهم في ذلك الوقت، حافظت موسكو على مذكرة اعتقال لها إذا دخلت روسيا. في عام 2005، تم الإعلان عن جميع التهم ورفعها.
تم إغلاق القضية الجنائية في أوكرانيا في يناير 2005 بسبب عدم وجود أدلة، وفي روسيا في ديسمبر 2005 بسبب انتهاء الوقت المحدد للقضية، وفي 18 تشرين الثاني / نوفمبر 2005، أصدرت المحكمة العليا في أوكرانيا حكما يبطل جميع القضايا الجنائية ضد يوليا تيموشينكو وأسرتها. وعلى الرغم من ذلك، فقد أعيد فتح القضية في أوكرانيا في 24 أكتوبر 2011، بعد تولي يانوكوفيتش السلطة.
قضى زوج تيموشينكو، أولكسندر، عامين (2002-2004) في الاختباء من أجل تجنب الحبس من قبل إدارة كوتشما السابقة.

وبمجرد إسقاط التهم، استعادت تيموشينكو مكانها بين قادة الحملة الشعبية ضد الرئيس كوتشما لدوره المزعوم في قتل الصحفي جورجي غونغادزه.
في 11 آب / أغسطس 2001، فتح المدعون العامون المدنيون والعسكريون في روسيا دعوى جنائية جديدة ضد تيموشينكو واتهموها بالرشوة. وفي 27 كانون الأول / ديسمبر 2005، أوقف المدعون العامون الروس هذه الاتهامات. وقد علق المدعون العامون الروس مذكرة توقيف عندما عينت رئيسة للوزراء، لكنهم أعادوها بعد إطلاقها في سبتمبر / أيلول 2005. وقام المدعون العامون بتعليقها مرة أخرى عندما جاءت إلى موسكو للاستجواب في 25 سبتمبر / أيلول 2005. لم تسافر تيموشينكو إلى روسيا خلال الأشهر السبعة الأولى من رئاستها للوزارة.
تورطت تيموشينكو في يناير 2002 في حادث سيارة غامض ولكنها نجت مع إصابات طفيفة - كان يعتقد البعض أنها محاولة اغتيال حكومية. وكانت ملابسات الحادث ان اصطدمت سيارتها المرسيدس، وهي جزء من قافلة ذات سيارتين، مع لادا في كييف. وتعرض سائق السيارة الأخرى لإصابات في الرأس، وقالت الشرطة إن التحقيقات الأولية تشير إلى أن سائق تيموشينكو كان على خطأ.

### دورها في الثورة البرتقالية
في خريف عام 2001، حاول كل من تيموشينكو وفيكتور يوشينكو إنشاء كتلة معارضة واسعة ضد الرئيس الحالي ليونيد كوتشما، من أجل الفوز في الانتخابات الرئاسية الأوكرانية عام 2004.
وفي أواخر عام 2002، أصدرت تيموشينكو، وأوليكساندر موروز (الحزب الاشتراكي الأوكراني)، وبترو سيمونينكو (الحزب الشيوعي الأوكراني)، وفيكتور يوشينكو بيانا مشتركا بشأن «بداية ثورة دولة في أوكرانيا». في انتخابات الرئاسة الأوكرانية عام 2004، خرج الحزب الشيوعي من التحالف، ولكن الأحزاب الأخرى ظلت متحالفة، وكان سيمونينكو ضد مرشح واحد من التحالف (حتى يوليو 2006).
في آذار / مارس 2004، أعلنت يوليا تيموشينكو أن قادة «أوكرانيا»، مع حزب الشعب الأوكراني والحزب الاشتراكي الأوكراني يعملون على اتفاق ائتلاف بشأن المشاركة المشتركة في الحملة الرئاسية. وبالتالي قررت تيموشينكو عدم الترشح للرئاسة وإفساح المجال أمام فيكتور يوشينكو. وفي 2 تموز / يوليه 2004، أنشات يوليا تيموشينكو كتلة شعبية قوية، وهو ائتلاف يهدف إلى وقف «العملية المدمرة التي أصبحت، نتيجة للسلطات القائمة، سمة مميزة لأوكرانيا». وتضمنت المعاهدة وعدا من قبل فيكتور يوشتشينكو بترشيح تيموشينكو رئيسة للوزراء إذا فاز يوشتشينكو في انتخابات الرئاسة التي جرت في أكتوبر عام 2004.
وبعد التصويت الأولي في 31 تشرين الأول / أكتوبر، شرع مرشحان - فيكتور يانوكوفيتش وفيكتور يوشينكو - في جولة ثانية. بينما تلقت يوشتشينكو تأييدا من المنافسين السابقين الذين لم يجعلوها في جولة الإعادة مثل حزب اولكسندر موروز / حزب الاشتراكى / اناتولى كيناخ / حزب الصناعة ورجال الأعمال / وعمدة مدينة كييف السابقة اولكسانرد اوميلشينكو وغيرهم.
في 6 نوفمبر 2004، طلبت تيموشينكو من الناس نشر الرموز البرتقالية (كان اللون البرتقالي لون حملة يوشتشينكو).
عندما بدأت مزاعم الغش في الانتشار، قرر «الفريق البرتقالي» إجراء جدول تصويت مواز خلال 21 نوفمبر 2004، وتم إعلان النتائج على الفور إلى الناس في ميدان الاستقلال (ميدان نيزاليزنوستي) في كييف. ودعت تيموشينكو سكان كييف إلى التجمع على الساحة وطلبت من الناس في المدن والبلدات الأخرى أن تأتي حيث قالت «أحضروا الملابس الدافئة والشحم والخبز والثوم والبصل وتعالوا إلى كييف». في 22 نوفمبر 2004 اندلعت احتجاجات واسعة في المدن في جميع أنحاء أوكرانيا في ميدان نيزاليزنوستي كييف، حيث احتشد ما يقدر ب 500.000 مشارك وأصبحت هذه الاحتجاجات تعرف باسم الثورة البرتقالية. وفي 23 تشرين الثاني / نوفمبر 2004، قادت تيموشينكو المشاركين في الاحتجاج إلى إدارة الرئيس. في شارع بانكوفا، منعت شرطة مكافحة الشغب الخاصة الموكب من الذهاب إلى أبعد من ذلك، لذلك رفع الناس تيموشينكو وسارت على درع الشرطة إلى مبنى الإدارة.
وفي 3 كانون الأول / ديسمبر 2004، ألغت المحكمة العليا الأوكرانية نتائج الجولة الثانية من الانتخابات، وحددت موعد إعادة الانتخابات في 26 كانون الأول / ديسمبر 2004. وبعد إلغاء النصر الرسمي لفيكتور يانوكوفيتش والجولة الثانية من الانتخابات، اُنتخب فيكتور يوشتشينكو رئيسا بنسبة 51.99 في المائة، من الأصوات (بينما حصل يانوكوفيتش على تأييد 44.2٪).
خلال المظاهرات، حافظت كلمات تيموشينكو على الميدان على زخم الاحتجاجات في الشوارع. ونمت شعبيتها بشكل ملحوظ إلى درجة بدأت وسائل الإعلام في الإشارة إليها بـ «ملكة الثورة البرتقالية». بينما كانت تلقب في التسعينات باسم «أميرة الغاز». ألقاب إضافية شملت «آلهة الثورة» و «الأميرة الأوكرانية».

### بداية رئاستها للوزراء

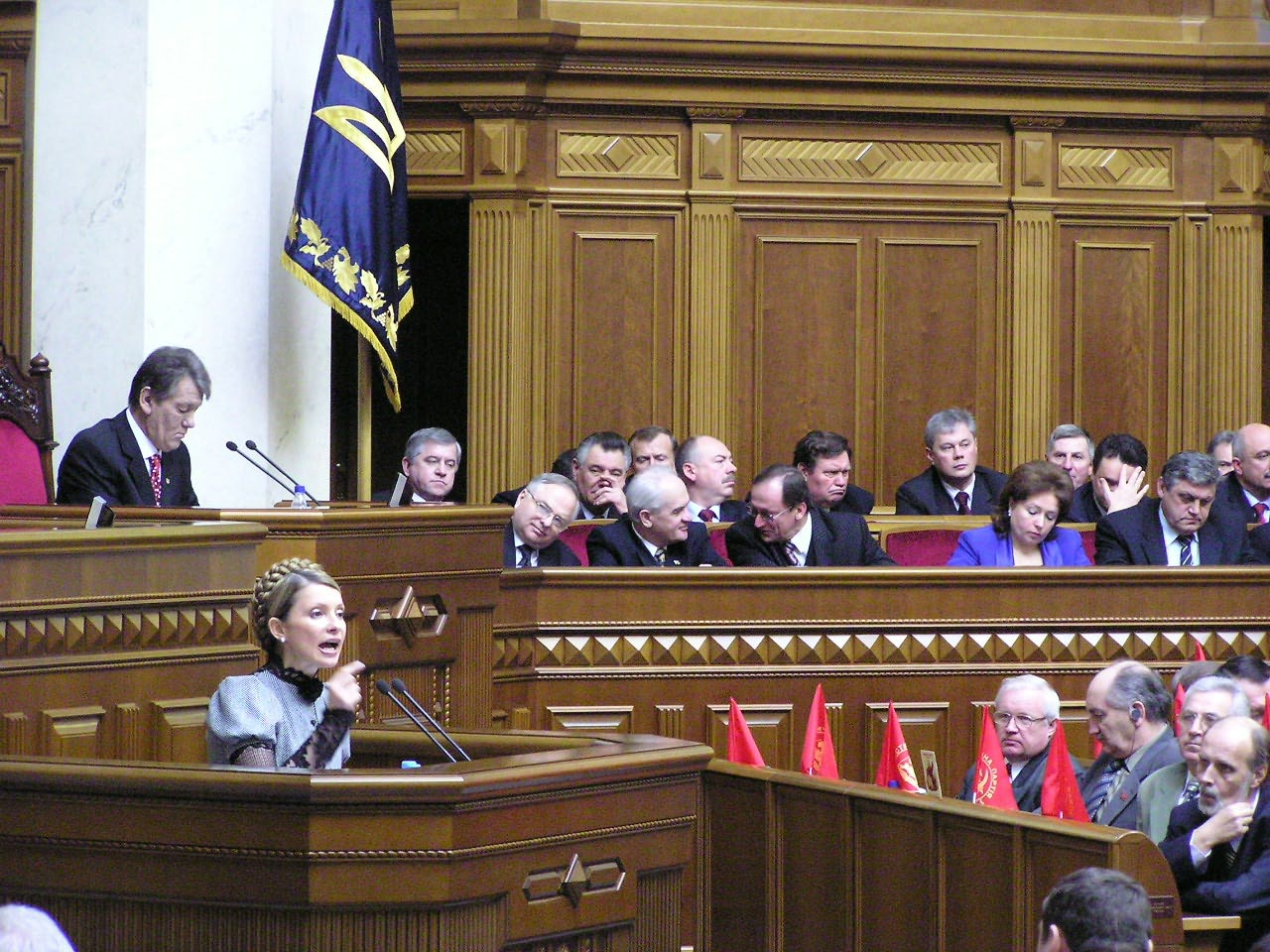
يوليا تيموشينكو في المجلس الأعلى الأوكراني 4 شباط / فبراير 2005.

في 24 كانون الثاني / يناير 2005، عُينت تيموشينكو رئيسة للوزراء تحت رئاسة يوشتشينكو. في 4 فبراير تم التصديق على تعيين رئيسة الوزراء تيموشينكو من قبل البرلمان بأغلبية ساحقة من 373 صوتا (226 كانت مطلوبة للموافقة). لم يكن لدى مجلس وزراء تيموشينكو أي أعضاء آخرين من حزب تيموشينكو فقط كانت تيموشينكو نفسها وأولكسندر تورشينوف، الذي تم تعيينه رئيس جهاز الأمن في أوكرانيا.
في 28 يوليو، تم وضع تيموشينكو في المركز الثالث في قائمة مجلة فوربس لأقوى النساء في العالم. خلف كوندوليزا رايس ووو يي. ومع ذلك، في قائمة المجلة التي نشرت في 1 سبتمبر 2006، لم يكن اسم تيموشينكو من بين أفضل 100.
بعد عدة أشهر من حكومتها بدأت الصراعات الداخلية داخل الائتلاف في تلف إدارة تيموشينكو.  في 24 أغسطس 2005، قدم فيكتور يوشينكو خطاب يوم الاستقلال الذي دعا فيه حكومة تيموشينكو «بالأفضل».
ومع ذلك، في 8 سبتمبر، بعد استقالة العديد من كبار المسؤولين، بما في ذلك رئيس مجلس الأمن والدفاع بترو بوروشينكو ونائب رئيس الوزراء ميكولا تومينكو، تم عزل حكومة يوليا تيموشينكو من قبل الرئيس فيكتور يوشينكو خلال بث تلفزيوني مباشر للأمة. وتوجهت يوشتشينكو لانتقاد عملها كرئيسة لمجلس الوزراء، مما أدى إلى تباطؤ اقتصادي وصراعات سياسية داخل الائتلاف الحاكم. وقال إن تيموشينكو كانت تخدم مصالح بعض الشركات، وكان قرار الحكومة بإعادة خصخصة مصنع نيكولوب فيروالوي (الذي كان يملكه سابقا ابنه ليونيد كوتشما فيكتور بينتشوك) «آخر قطرة» جعلته يرفض الحكومة. في 13 سبتمبر 2005 اتهم يوشتشينكو تيموشينكو بخيانة أفكار «الثورة البرتقالية». وقال في مقابلة مع وكالة انباء اسوشييتد برس ان تيموشينكو كانت سبب في تراكم ثمانية ملايين دينار هريفنا خلال فترة رئاستها في الاتحاد الأوروبي للضمان الاجتماعي، وانها استخدمت سلطتها كرئيس للوزراء لشطب هذا الدين. وقد ذكر تيموشينكو مرارا وتكرارا أن المبلغ المذكور لم يكن ديونا بل غرامات فرضها التفتيش الضريبي في الفترة ما بين 1997-1998، وأن جميع القضايا المتعلقة بالاتحاد قد أغلقت قبل أن تصبح رئيسا للوزراء.
ألقت تيموشينكو باللوم على دائرة يوشينكو لتخطيها ضدها وتقويض أنشطة حكومتها. كما انتقدت يوشتشينكو قائلة لهيئة الإذاعة البريطانية إنه «دمر عمليا وحدتنا ومستقبلنا ومستقبل البلاد»، دون استئصال الفساد كما تعهد بذلك، وأن عمل الرئيس كان غير منطقي على الإطلاق.
في ذلك الوقت، شهدت تيموشينكو نموا سريعا في تقييمات الموافقة، في حين انخفضت تقييمات الرئيس يوشتشينكو. وقد ثبت هذا الاتجاه في وقت لاحق من نتائج الانتخابات البرلمانية في عام 2006، عندما فاز BYuT أوتران - حزب «أوكرانيا»، للمرة الأولى من أي وقت مضى وفاز بـ 129 مقعدا مقابل 81 على التوالي. خلال الانتخابات البرلمانية السابقة لعام 2002، كان BYuT يمتلك فقط 22 عضوا في البرلمان، في حين أن «أوكرانيا» كانت تمتلك 112.
كان عمل يوليا تيموشينكو كرئيسة للوزراء في عام 2005 معقدا بسبب الصراعات الداخلية في فريق «البرتقال». ووفقا لتيموشينكو، كان الرئيس يوشتشينكو وبترو بوروشينكو يحاولان تحويل مجلس الأمن القومي والدفاع إلى «مجلس الوزراء الثاني».
تولت تيموشينكو منصب رئيس الوزراء من قبل يوري يهانروف.

### معارضة (2005-2007) والانتخابات البرلمانية
بعد وقت قصير من تفريغ تيموشينكو في أيلول / سبتمبر 2005، رفض مكتب المدعي العام للاتحاد الروسي جميع التهم الموجهة إليها. وفي 18 تشرين الثاني / نوفمبر 2005، أصدرت المحكمة العليا في أوكرانيا حكما يبطل جميع القضايا الجنائية ضد يوليا تيموشينكو وأسرتها.
بدأت تيموشينكو بعد فصلها بجولة في البلاد في محاولة للفوز في الانتخابات البرلمانية الأوكرانية عام 2006 كرئيس لكتلتها. أعلنت تيموشينكو قريبا أنها تريد العودة إلى منصب رئيس الوزراء. كما تمكنت من تشكيل فريق قوي بدأ معركة سياسية على جبهتين - مع معسكرات فيكتور يانوكوفيتش وفيكتور يوشينكو.
ومع اقتراب الكتلة الثانية من الانتخابات، وحصولها على 129 مقعدا، تكهن الكثيرون بأنها قد تشكل تحالفا مع حزب يوكرتشينو «أوكرانيا» والحزب الاشتراكي الأوكراني لمنع حزب المناطق من الحصول على السلطة. وكررت تيموشينكو بتولي منصب رئيس الوزراء مجدداً. ومع ذلك، واجهت المفاوضات مع «أوكرانيا» العديد من الصعوبات حيث خاضت الكتل المختلفة على الوظائف وشاركت في مفاوضات مضادة مع المجموعات الأخرى.
في يوم الأربعاء 21 يونيو 2006، ذكرت وسائل الإعلام الأوكرانية أن الطرفين قد توصلا أخيرا إلى اتفاق ائتلاف بينهم.
ومن المتوقع ان يكون ترشيح تيموشينكو وتأكيدها على أن تصبح رئيسا جديدا للوزراء كان واضحا. ومع ذلك، فإن المؤامرة السياسية التي وقعت كسر تلك الخطة. حيث قال شركاء «أوكرانيا» والحزب الاشتراكي الأوكراني بأنه لا يمكن التوصل إلى اتفاق بشأن توزيع السلطات، وبالتالي لا يمكن إنشاء التحالف من القوات الديمقراطية، حاول يوشتشنكو والقلة من دائرة ضيقة له أن يعيق تيموشينكو من العودة إلى منصب رئيس الوزراء. وكان ترشيحها شرطا مسبقا لانتخاب منافستها طويلة الاجل بترو بوروشينكو من «اوكرانيا» إلى منصب رئيس البرلمان. كما أعرب أولكسندر موروز، رئيس الحزب الاشتراكي الأوكراني، عن رغبته في أن يصبح متحدثا. وذكرت تيموشينكو أنها سوف تصوت لأي متكلم من الائتلاف. في غضون أيام قليلة من توقيع اتفاق الائتلاف، أصبح من الواضح أن أعضاء الائتلاف لا يثقون في بعضهم البعض، حيث اعتبروه انحرافا عن الإجراءات البرلمانية لإجراء تصويت متزامن على بوروشينكو كمتحدث وتيموشينكو كرئيسة للوزراء.
أعلن حزب المناطق انذارا إلى الائتلاف يطالب فيه بمراعاة الإجراءات البرلمانية وطالب بتخصيص عضوية اللجان البرلمانية بما يتناسب مع المقاعد التي يشغلها كل جزء، وتطالب الرئاسة في بعض اللجان البرلمانية وكذلك المحافظات في الأقسام الإدارية من قبل حزب المناطق. واشتكى حزب المناطق من أن اتفاق الائتلاف حرم حزب المناطق والشيوعيين من أي تمثيل في السلطة التنفيذية والقيادة في اللجان البرلمانية، بينما تم حظر الأحزاب الائتلافية من جميع اللجان في المجالس المحلية التي فاز بها حزب المناطق أيضا.
تم منع أعضاء من حزب المناطق من دخول البرلمان من الخميس 29 يونيو حتى 6 يوليو.
وبعد مفاوضات مطولة، انسحبت قوات الاتحاد السوفيتي فجأة من الائتلاف وانضمت إلى التحالف مع حزب المناطق والحزب الشيوعي الأوكراني. واكد اولكسندر موروز ان فريق فيكتور يوشينكو يقوم باجراء مفاوضات سرية مع حزب المناطق. ووفقا لهذه الصفقة، كان من المفترض أن يصبح فيكتور يانوكوفيتش المتكلم، في حين أن يوري يخانروف حافظ على محفظة رئيس الوزراء. وقد أجرى ياخانروف نفسه هذه المفاوضات بناء على طلب يوشتشينكو. وفي وقت لاحق، اعترف يخانروف بهذه الحقيقة في مقابلته مع موقع «أوكرانسكا برافدا».
بعد الترشيح المفاجئ لألكسندر موروز من الحزب الاشتراكي الأوكراني كمتحدث وانتخابه لاحقا في وقت متأخر من 6 يوليو بدعم من حزب المناطق، انهار «التحالف البرتقالي». (حيث سحب بوروشينكو ترشيحه وحث موروز على أن يفعل الشيء نفسه في 7 يوليو).  بعد تشكيل ائتلاف كبير من الأغلبية المكونة من حزب المناطق والحزب الاشتراكي الأوكراني والحزب الشيوعي الأوكراني، أصبح يانوكوفيتش رئيسا للوزراء، وترك الطرفان الآخران في البرية. وفي 3 آب / أغسطس 2006، رفضت تيموشينكو التوقيع على إعلان «الوحدة الوطنية» الذي بدأه الرئيس يوشتشينكو. وقد اختتمت الوثيقة التي وقعها يوشتشينكو ويانوكوفيتش وزعماء الاحزاب الاشتراكية والشيوعية بتعيين يانوكوفيتش رئيسا للوزراء. ودعت تيموشينكو ذلك «بفعل الخيانة». في سبتمبر / أيلول 2006، أعلنت تيموشينكو أن قوتها السياسية ستكون معارضة للحكومة الجديدة. توقفت أوكرانيا حتى 4 أكتوبر 2006، وبعدها انضمت إلى المعارضة. وفي 12 كانون الثاني / يناير 2007، أدى تصويت مجلس النواب في البرلمان إلى التغلب على حق النقض الذي استخدمه الرئيس في قانون «مجلس الوزراء» الذي كان مفيدا للرئيس.وكان هذا التصويت واحدا من الخطوات العديدة التي اتخذتها BYuT لتدمير تحالف هش بين الرئيس يوشتشينكو ورئيس الوزراء يانوكوفيتش.
في مارس 2007، سافرت يوليا تيموشينكو إلى الولايات المتحدة حيث عقدت اجتماعات رفيعة المستوى مع نائب الرئيس ديك تشيني، وزيرة الخارجية كوندوليزا رايس وستيفن هادلي، مستشار الأمن القومي في عهد الرئيس جورج بوش. بدأت تيموشينكو في 31 مارس 2007 بجمع 100 ألف شخص بهدف حث الرئيس على الدعوة إلى انتخابات برلمانية مبكرة.
وفي 4 نيسان / أبريل 2007، أصدر الرئيس يوشيتشنكو مرسوما بشأن «الإنهاء المبكر لواجبات الفيرخوفنا رادا» كرد فعل على انتهاك الدستور من جانب حزب المناطق الذي بدأ في سحب النواب الفرديين إلى «الائتلاف الحاكم»، حيث يجب تشكيل تحالفات من قبل الفصائل وليس من قبل النواب الفرديين. وكان حزب الإقليم يحاول بذلك تحقيق اغلبية دستورية من 300 صوت تسمح لرئيس الوزراء يانوكوفيتش بتجاوز حق الفيتو الرئاسي والسيطرة على العملية التشريعية. حزب المناطق لم يطيع هذا المرسوم. من أجل إقالة الفيرخوفنا رادا، استقالت يوليا تيموشينكو ومؤيديها في البرلمان (168 نائبا من حزب BYuT و «أوكرانيا») في 2 يونيو 2007. هذه الخطوة أبطلت دعوة فيرخوفنا رادا ومهدت الطريق إلى انتخابات مبكرة.
وأجريت انتخابات برلمانية مبكرة بالفعل في 30 أيلول / سبتمبر2007.

### الانتخابات البرلمانية عام 2007

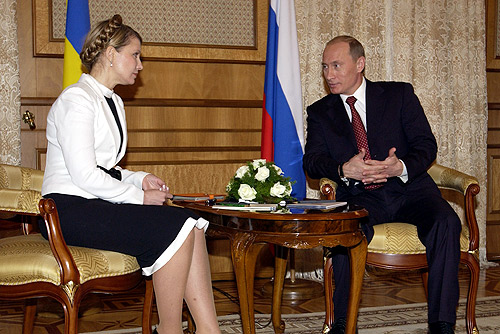
يوليا تيموشينكو وفلاديمير بوتين (19 آذار / مارس 2005) - ذكر بوتين العمل مع تيموشينكو مريح جداً وأشاد أيضا بخبرتها السياسية في نوفمبر 2009.

بعد الاقتراع في الانتخابات البرلمانية عام 2007 التي عقدت في 30 سبتمبر 2007، فازت أحزاب الثورة البرتقالية بأغلبية 229 صوتا من حزب BYuT (30.71٪ من الأصوات (156 مقعدا). في 3 أكتوبر 2007، أعطى تحالف تيموشينكو والرئيس يوشيتشنكو قيادة ضئيلة على الحزب المتنافس لرئيس الوزراء يانوكوفيتش، ويرجع الفضل في ذلك جزئيا إلى حملة BYuT القوية في الشرق الصناعي.على الرغم من أن يانوكوفيتش، الذي فاز حزبه في أكبر حصة واحدة من الأصوات على حد قوله، فشل في الحصول على أصوات كافية للاحتفاظ بالمقاعد في البرلمان.
وفي 15 تشرين الأول / أكتوبر 2007، اتفقت كتلة الدفاع الأوكراني - الشعبي وكتلة يوليا تيموشينكو على تشكيل تحالف الأغلبية في البرلمان الجديد للدعوة السادسة. وفي 29 تشرين الثاني / نوفمبر، تم التوقيع على ائتلاف بين كتلة يوليا تيموشينكو وكتلة الدفاع الشعبي الأوكراني الذي كان مرتبطا بالرئيس يوشتشينكو. وينتمي كلا الطرفين إلى الثورة البرتقالية. وفي 11 كانون الأول / ديسمبر 2007، فشل الائتلاف في محاولته لتعيين تيموشينكو رئيسة للوزراء. وفي 12 كانون الأول / ديسمبر 2007، أبلغت وسائط الإعلام عن محاولة اغتيال يوليا تيموشينكو. وفي 18 ديسمبر تم انتخاب تيموشينكو مرة أخرى رئيسة للوزراء (بدعم من 226 نائبا، والحد الأدنى للعدد اللازم للفوز بالمنصب)، وتكوين حكومة تيموشينكو الثانية.

### رئاسة الوزراء الثانية 2007-2010 والأزمة السياسية
في 11 يوليو 2008، حاول حزب المناطق التصويت على عدم الثقة لحكومة تيموشينكو في البرلمان، ولكن لم يتمكن من جمع أصوات كافية.

وقد تعرض تحالف كتلة تيموشينكو وكتائب الدفاع الذاتى الأوكرانية الشعبية في يوشتشنكو للخطر بسبب سوء تفسير متعمد لرأي تيموشينكو حول حرب اوسيتيا الجنوبية الجارية بين جورجيا وروسيا عام 2008. واتهمها مكتب يوشتشينكو باتخاذ موقف أكثر ليونة للحصول على دعم روسيا في الانتخابات القادمة لعام 2010. وذهب أندري كيسلينسكي، نائب رئيس أركان الرئيس، إلى حد اتهامها ب «الخيانة العظمى». وفقا لأوكرانيا برافدا، أعربت يوليا تيموشينكو عن تضامنها مع جورجيا في 13 و 14 أغسطس، وفضلت فيما بعد البقاء محايدة في هذه القضية وفقا لدستور الرئيس يوسشينكو.
ووفقا ل BYuT، انتقد فيكتور بالوها (رئيس هيئة الأركان الرئاسية) واتهم يوليا بإلحاق الضرر للاقتصاد، واتهمها بالخيانة على جورجيا.

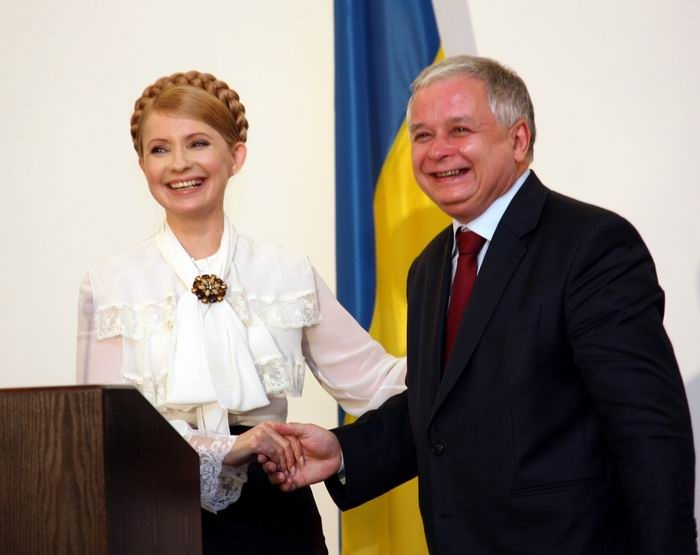
يوليا تيموشينكو ورئيس بولندا ليش كاكزينسكي، 14 شباط / فبراير 2008

بعد أن صوت BYuT في تيموشينكو جنبا إلى جنب مع الحزب الشيوعي الأوكراني وحزب المناطق لتمرير التشريع الذي من شأنه أن يسهل إجراء الاتهام لرؤساء المستقبل والحد من سلطة الرئيس مع زيادة صلاحيات رئيس الوزراء، انسحبت كتلة يو أوتشينكو من الائتلاف، ووعد يوشتشينكو باستخدام الفيتو ضد التشريع، وهدد بإجراء الانتخابات إذا لم يتم تشكيل ائتلاف جديد قريبا. وأدى ذلك إلى الأزمة السياسية الأوكرانية في عام 2008، والتي بلغت ذروتها في يوشينكو في انتخابات برلمانية مبكرة في 8 أكتوبر 2008.

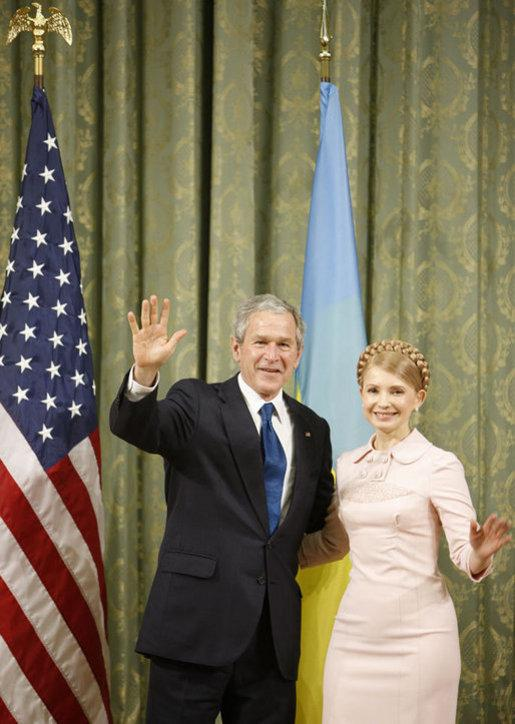
الرئيس جورج ووكر بوش ورئيسة وزراء أوكرانيا يوليا تيموشينكو، كييف، 1 نيسان / أبريل 2008

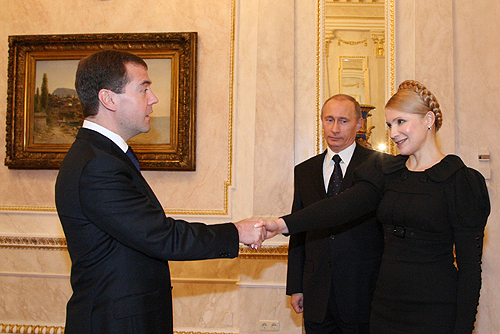
تيموشينكو و رئيس الوزراء الروسي فلاديمير بوتين واجتماع الرئيس الروسي ديمتري ميدفيديف في 17 يناير 2009 خلال نزاع الغاز الروسي الأوكراني

وكانت تيموشينكو تعارض بشدة الانتخابات المفاجئة قائلة «لا يمكن لأي سياسي أن يرمي أوكرانيا إلى انتخابات مبكرة في هذا الوقت المهم، ولكن إذا قام يوشتشينكو ويانوكوفيتش بإلقاء البلاد في انتخابات مبكرة، فسيتحملون المسؤولية لجميع عواقب الأزمة المالية العالمية على أوكرانيا». في البداية، كان من المقرر أن تجرى الانتخابات في 7 ديسمبر 2008، ولكن تم تأجيلها لاحقا إلى تاريخ غير معروف. لم تكن تيموشينكو تعتزم الاستقالة حتى يتم تشكيل ائتلاف جديد.
في أوائل ديسمبر 2008، كانت هناك مفاوضات بين BYuT وحزب المناطق لتشكيل ائتلاف، ولكن بعد انتخاب فولوديمير ليتفين رئيس البرلمان الأوكراني في 9 ديسمبر 2008، تم الإعلان عن إنشاء ائتلاف بين كتفته ليتفين، BYuT و OU-PSD. وقعت الأطراف الثلاثة رسميا على اتفاق الائتلاف في 16 ديسمبر. ولم يعرف ما إذا كان هذا التحالف سيوقف الانتخابات المفاجئة. على الرغم من أن رئيس مجلس النواب فولوديمير ليتفين توقع أن يعمل فيرخوفنا رادا حتى عام 2012.
في 5 فبراير 2009 كان خصوم تيموشينكو في البرلمان يحاولون إقالة حكومتها مرة أخرى، ولكن مرة أخرى فشل التصويت، في اليوم التالي، انتقد الرئيس يوشتشينكو بشدة كما انتقد السياسات الاقتصادية لحكومتها، واتهمها بنشر «مزيج من الكذب والذعر والهستيريا».
اتهمت تيموشينكو في 18 ديسمبر 2008 لأول مرة البنك الوطني الأوكراني في التلاعب من الهريفنيا، والرئيس يوشينكو بالتواطؤ مع قيادة اتحاد الوطنيين، مما أدى إلى انخفاض قيمة العملة الوطنية إلى مستوى 8 لكل الدولار الأمريكي.
وتزامن جزء كبير من ولاية تيموشينكو الثانية كرئيسة للوزراء في الوقت المناسب مع الأزمة المالية العالمية في عام 2008، الأمر الذي تطلب من حكومتها الرد على العديد من التحديات التي يمكن أن تقود الانهيار الاقتصادي للبلاد.
أطلقت حكومة تيموشينكو حملة لمكافحة الفساد وحددت أنها واحدة من أولوياتها.

### نزاع الغاز بين روسيا وأوكرانيا (2009)
حدث نزاع على الغاز عام 2009 بين روسيا وأوكرانيا. وفي عام 2006، في ظل حكومة فيكتور يوشتشينكو، عندما بدأت أوكرانيا شراء الغاز الروسي من خلال وسيط، روسوكرنيرغو السويسرية المسجلة. (خمسون في المئة من أسهم روزوكرنيرغو كانت مملوكة من قبل «غازبروم» الروسية، 45٪ و 5 في المئة مملوكة من قبل رجال الأعمال الأوكرانيين دميترو فيرتاش وإيفان فورسين، على التوالي). وتشير بعض المصادر إلى أن رئيسه الجنائي الشهير سيرجي شنيدر (نيك سيميون موجليفيتش، المرتبط ب دميترو فيرتاش) يملك أيضا أسهم في الشركة.
عندما استأنفت تيموشينكو واجبات رئيس الوزراء في عام 2007، بدأت علاقات مباشرة بين أوكرانيا وروسيا فيما يتعلق بتجارة الغاز. في أكتوبر 2008 مذكرة موقعة من قبل تيموشينكو وفلاديمير بوتين تنص على تصفية الوسطاء في صفقات الغاز بين البلدين، وعرض شروط مفصلة لعقود الغاز في المستقبل. اندلع الصراع في الغاز عام 2009 بسبب عاملين، عدم وجود عقد للغاز لعام 2009، وديون بقيمة 2.4 مليار دولار كانت أوكرانيا لم تدفعها بعد ثمن الغاز الذي تلقته في عام 2008. وقال رئيس الوزراء تيموشينكو أن شركة «روزوكرنيرغو» هي المسؤولة عن الديون، وليس دولة أوكرانيا. ودعت إلى وضع حد للفساد في منطقة تجارة الغاز وإبرام عقود مباشرة مع الاتحاد الروسي.
«روزوكرنيرغو»، بمساعدة علاقاته مع إدارة يوشينكو، تمكن من تعطيل توقيع عقد الغاز المقرر في 31 ديسمبر 2008. وقال أوليكسي ميلر، رئيس «غازبروم» أن التاجر «روزوكرنيرغو» قطع المحادثات بين «غازبروم» «و» نافتوغاز أوكريني «، وفي أواخر ديسمبر 2008، جاء رئيس وزراء روسيا وأوكرانيا إلى اتفاق، وكانت شركاتنا على استعداد لإبرام الصفقة ل 235 $ لكل 1000 متر مكعب من الغاز الطبيعي مع شرط أنه سيتم تنفيذ عمليات التصدير من أوكرانيا على المستوى الثنائي، ثم اقترح روزوكرنيرغو شراء الغاز بسعر 285 دولار». وفي 31 كانون الأول / ديسمبر 2008، قدم الرئيس فيكتور يوشتشينكو أوليغ دوبينا، رئيس «نافتوغاز أوكريني»، أمرا مباشرا بوقف المحادثات، ولم يوقع على الاتفاق، واسترجع الوفد من موسكو. القرار الذي اتخذه رئيس أوكرانيا جلب تلك الأزمة.
وفي 14 يناير / كانون الثاني 2009، قال رئيس الوزراء تيموشينكو «إن المفاوضات بشأن سعر 235 دولار للغاز و 1.7-1.8 دولار للسعر العابر، والتي بدأت في 2 تشرين الأول / أكتوبر وتمكنت بنجاح من المضي قدما منذ ذلك الحين، قد تفككت لأن الأسفيني الأوكرانيين كانوا يحاولون للأسف في الأعمال التجارية كوسيط الظل ... المفاوضات بين رئيس الوزراء وفيما بعد بين «غازبروم» و» نافتوغاز أوكرانيا«دُمرت من قبل الجماعات السياسية الأوكرانية، الذين حصلوا على فوائد فاسدة من» روس اوكر انيرجو "." وفي 17 كانون الثاني / يناير 2009، قال رئيس روسيا ديمتري ميدفيديف: «أعتقد أن شركائنا الأوكرانيين تاجروا بالغاز دون أي وسطاء، وهم لهم سمعة مشكوك فيها، والمشكلة هي أن بعض المشاركين في المفاوضات أصروا على إبقاء الوسيط يشير إلى تعليمات من الأعلى».
وفي 1 يناير / كانون الثاني 2009، الساعة 10 صباحا، توقفت «غازبروم» تماما عن ضخ الغاز إلى أوكرانيا. وفي 4 كانون الثاني / يناير عرض المحتكر الروسي بيع الغاز الأوكراني مقابل 450 دولارا لكل 1000 متر مكعب (ناقص رسم لنقل الغاز عبر أوكرانيا)، الذي عرف بأنه سعر قياسي لدول أوروبا الشرقية. وفي 8 كانون الثاني / يناير 2009، قال فلاديمير بوتين، رئيس وزراء روسيا، إن أوكرانيا ستضطر لدفع 470 دولارا لكل 1000 متر مكعب من الغاز الطبيعي.
وفي الفترة بين 1 و 18 كانون الثاني / يناير، تلقت بلدان أوروبا الوسطى والبلدان الشرقية غاز أقل بكثير من ذي قبل. وعملت محطات الحرارة والطاقة الأوكرانية على تحقيق أقصى قدر من القدرات. وبسبب درجات الحرارة دون الصفر، كانت قطاعات الإسكان والمرافق العامة بأكملها على شفا الانهيار. وفي 14 كانون الثاني / يناير، طالبت المفوضية الأوروبية والرئاسة التشيكية في الاتحاد الأوروبي بالتجديد الفوري لعمليات تسليم الغاز بكامل طاقتها، خشية أن تتسبب سمعة روسيا وأوكرانيا كشركاء موثوقين في الاتحاد الأوروبي في أضرار جسيمة. وفي 18 كانون الثاني / يناير 2009، وبعد محادثات استمرت خمسة أيام، توصل رئيسا الوزراء بوتين وتيموشينكو إلى اتفاق بشأن تجديد تسليم الغاز إلى أوكرانيا وغيرها من بلدان الاتحاد الأوروبي. واتفق الطرفان على ما يلي: العودة إلى صفقات العقود المباشرة بين «غازبروم» و «نافتوغاز أوكريني»؛ وإزالة الوسطاء غير الشفويين؛ وإدخال التسعير القائم على الصيغة لأوكرانيا (الذي يعمل أيضا لبلدان أوروبا الشرقية الأخرى)؛ والتحول إلى 2.7 $ رسوم العبور، التي هي قريبة من متوسط السعر في أوروبا. وفقا لعقد الغاز الجديد، في عام 2009 دفعت أوكرانيا متوسط سعر 232.98 $ لكل 1000 متر مكعب، في حين أن المستهلكين الأوروبيين الآخرين كانوا يدفعون أكثر من 500 دولار لكل 1000 متر مكعب.

### الانتخابات الرئاسية 2010
كان تيموشينكو مرشحا في الانتخابات الرئاسية الأوكرانية في عام 2010، لكنه خسر الانتخابات، فيكتور يانوكوفيتش (حصل تيموشينكو على 45.47٪ من الأصوات في الجولة الثانية والأخيرة من الانتخابات، و 3٪ أقل من منافسه).
في عام 2009، ظلت العلاقات بين تيموشينكو والرئيس يوشينكو، وأمانة رئيس أوكرانيا والحزب المعارض للمناطق معادية. أحد أسباب الصراع هو أنه في عام 2006، بدأ فيكتور يوشيتشنكو إعادة تزويد الغاز لشركة روزوكرينيرغو. هذه الشركة كانت مملوكة من قبل ديمتري فيرتاش - 45٪، من قبل عائلة يوشينكو - 27٪، و «غازبروم» الروسية. في عام 2007، جادل تيموشينكو بعقد مباشر لإمدادات الغاز من روسيا إلى أوكرانيا. وفي عام 2008، وقع رئيسا الوزراء مذكرة بشأن القضاء على وسطاء الغاز. وتم تأكيد ذلك في أوائل فبراير / شباط 2009 أن «النضال الانتخابي من أجل الانتخابات الرئاسية المقبلة قد بدأ فعليا». 
وقال تيموشينكو في مقابلة مع صحيفة فرانكفورتر ألجيمين تسايتونج الألمانية في فبراير / شباط 2009. «هذه منافسة خلال الأزمة الاقتصادية؛ بعض الناس يفضلون جمع الفوائد السياسية من هذه المشاكل بدلا من حلها معا». في وقت لاحق، في مقابلة مع صحيفة «لوموند» الفرنسية، قال رئيس الوزراء إن «الرئيس يعاملها كمنافس». وأضافت أيضا أن عدم الاستقرار السياسي المذكور سابقا يزعزع الأزمة الاقتصادية. ثم دعا تيموشينكو إلى إجراء انتخابات رئاسية مبكرة.
وبعد أن اعتبرت تيموشينكو مرشحة محتملة لرئاسة أوكرانيا في انتخابات عام 2010، أعلنت تيموشينكو أنها ستتنافس بالفعل في الانتخابات الرئاسية المقبلة في بيان بث على الهواء مباشرة في 7 يونيو 2009. كما ذكرت تيموشينكو أنها إذا خسرت الانتخابات الرئاسية فإنها لن تتحدى النتائج. في 12 سبتمبر 2009، بدأت جولة لدعم ترشيح تيموشينكو في كييف ميدان نيزاليزنوستي. وشارك المغنيون الأوكرانيون والعصابات الأوكرانية في هذه الجولة.
وفي 24 تشرين الأول / أكتوبر 2009، وافق المندوبون من الاتحاد الأوكراني «باتكيفشينا» رسميا وبالإجماع على تولي يوليا تيموشينكو للانتخابات الرئاسية المقبلة. عقد 200 ألف مؤتمر في ساحة الاستقلال في كييف. في 31 أكتوبر 2009 سجلت لجنة الانتخابات المركزية تيموشينكو مرشحا للانتخابات الرئاسية في عام 2010.

وقد أيد ترشيح تيموشينكو أيضا من قبل السياسيين الأوكرانيين البارزين مثل بوريس تاراسيوك، يوري لوتسينكو، الرئيس السابق ليونيد كرافتشوك، الاتحاد الديمقراطي المسيحي، الحزب الأوروبي لأوكرانيا وآخرون.  وذكر بوتين أنه يتعاون مع تيموشينكو كرئيس وزراء أوكرانيا، لكنه لم يدعمها في الانتخابات.
كان من المتوقع أن تكلفة حملة تيموشينكو من 100 إلى 150 مليون دولار.
وتوقعت تيموشينكو بانتخابات برلمانية مبكرة بعد الانتخابات الرئاسية عام 2010 إذا فاز يانوكوفيتش بالتصويت، لكنها كانت ضد هذا.

وفي 1 كانون الأول / ديسمبر 2009، حثت تيموشينكو «القوى الديمقراطية الوطنية» على توحيد المرشح الذي حصل على أكبر عدد من الأصوات بعد الجولة الأولى من الانتخابات الرئاسية. «إذا لم نتمكن من تعزيز جهودنا وتوحيد المعسكر الوطني والديمقراطي في أوكرانيا ... سنكون أضعف بكثير من أولئك الذين يريدون الانتقام». في 5 ديسمبر 2009، أعلنت أنها ستذهب إلى المعارضة إذا خسرت الانتخابات الرئاسية. كما اشتكت من العيوب في تشريعات الانتخابات، وأعربت عن يقينها بأن محاولاتها تجري من قبل خصومها للقيام بتزوير الأصوات.

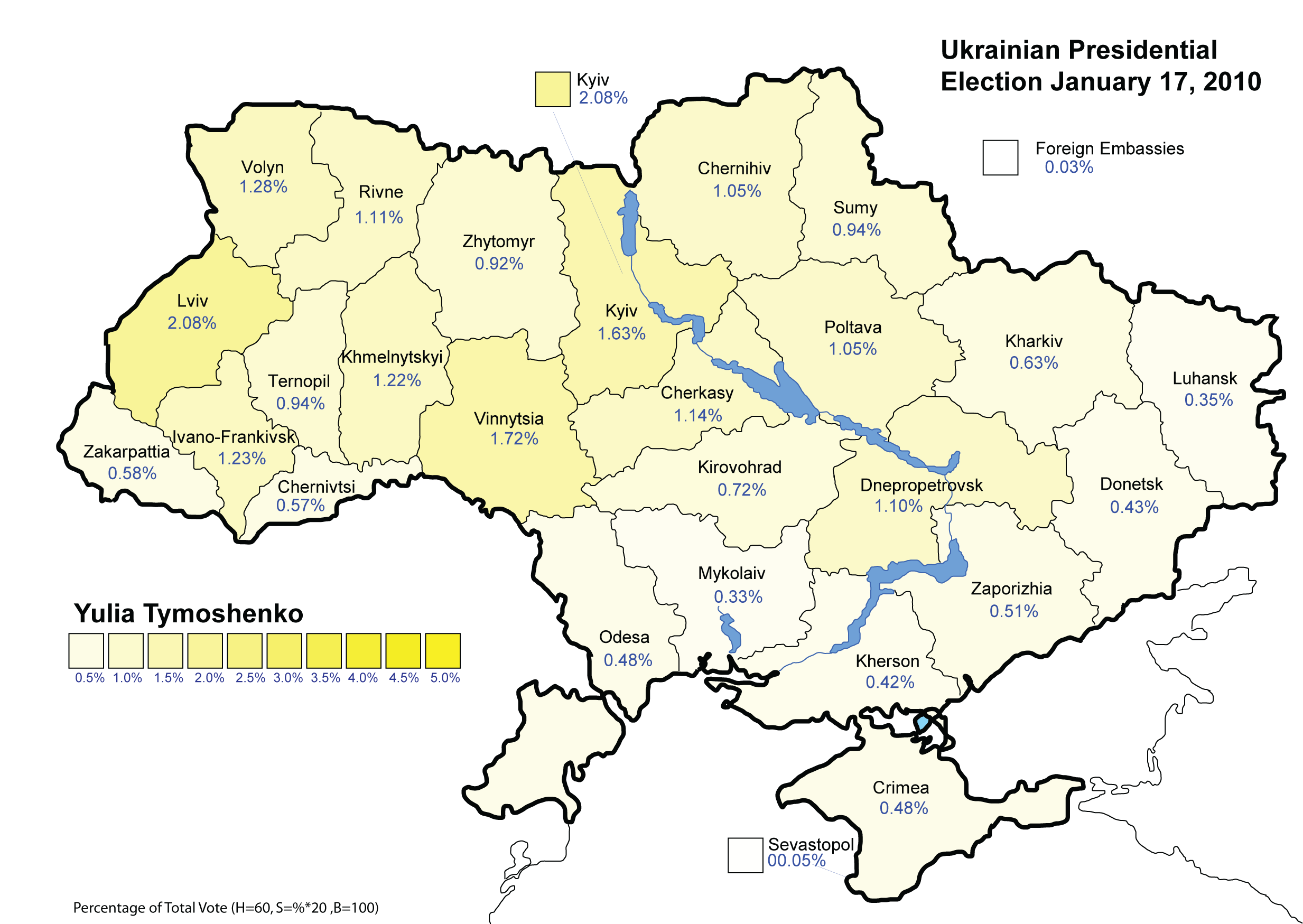
يوليا تيموشينكو (الجولة الأولى) - النسبة المئوية للتصويت الوطني الإجمالي (25٪).

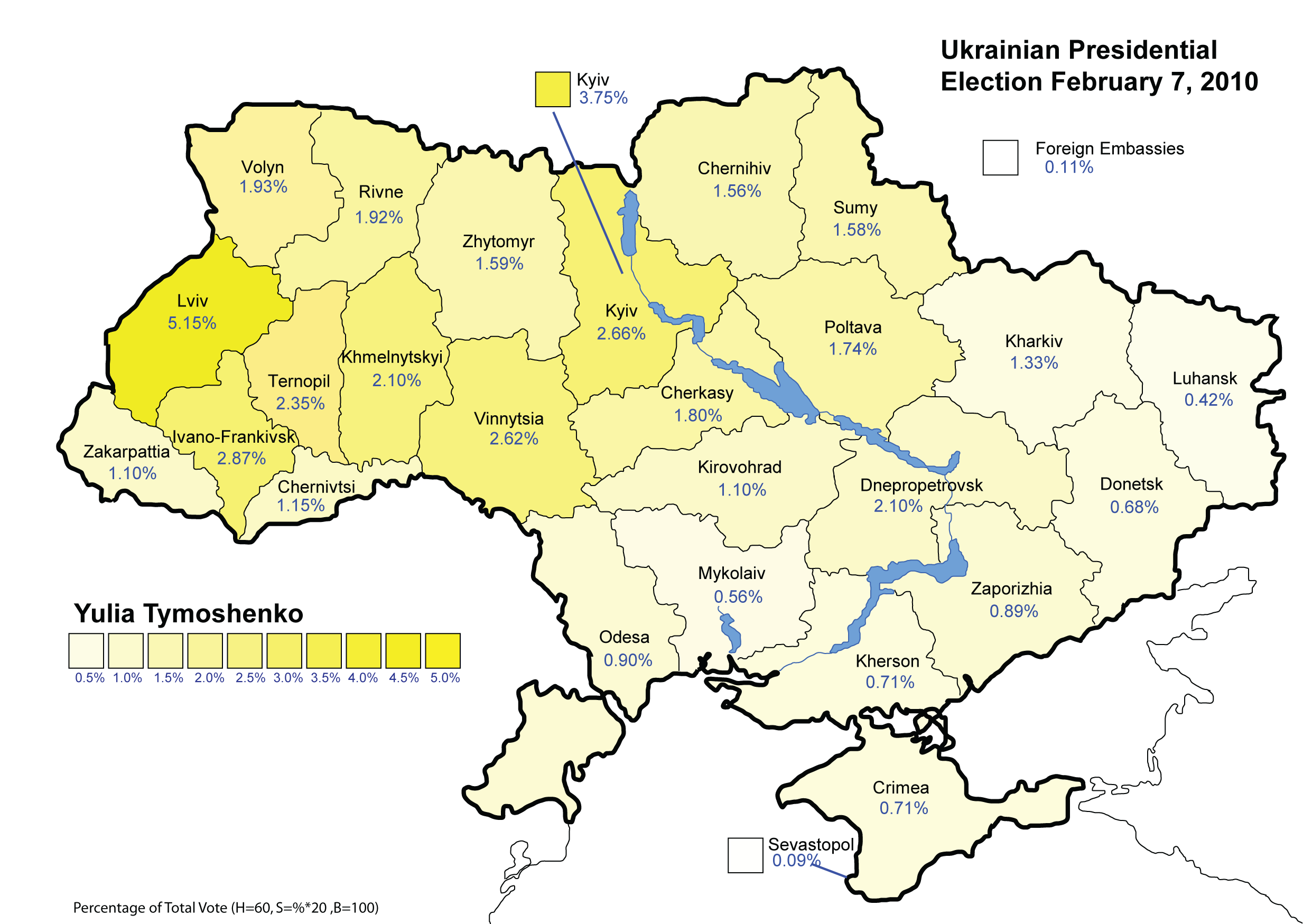
يوليا تيموشينكو (الجولة الثانية) - النسبة المئوية للتصويت الوطني الإجمالي (45٪).

في الجولة الأولى من الانتخابات الرئاسية في 17 يناير 2010، حصلت تيموشينكو على المركز الثاني بنسبة 25٪ من الأصوات، واحتل يانوكوفيتش المركز الأول بنسبة 35٪. وذهب الاثنان إلى الاقتراع على دورتين.
وفي 3 شباط / فبراير 2010، أي قبل يومين من موعد الإعادة، عدل النواب من حزب المناطق، والحزب الشيوعي الأوكراني، وكتلة "أوكرانيا الشعبية" والنواب المستقلون قانون انتخاب الرئيس، الذي غير الوضع وتكوين اللجان الانتخابية وعملها. وحذرت المنظمة من ان هذه التعديلات ستخلق فرصا للتزوير الضخم للانتخابات. ودعت يوليا تيموشينكو الرئيس يوشينكو إلى الاعتراض على القانون. كما دعا هان سيفيرينسن، المقرر السابق للجنة المراقبة في اوكرانيا إلى الاعتراض على القانون. وجاء في بيان سيفيرنسن: "" لسوء الحظ، فإن حزب المناطق، كما هو الحال في عام 2004، يحاول خلق ظروف للاحتيال على التصويت ".
وعلى الرغم من هذه الطلبات، وقع الرئيس يوشتشينكو القانون المعدل. أثار هذا العمل انتقادات دولية واسعة من مجلس أوروبا ومن أعضاء لجنة الأمن والتعاون في أوروبا بالكونغرس الأمريكي. وذكرت لجنة الناخبين في أوكرانيا أن التعديلات على قانون انتخاب الرئيس «تحتوي على أكبر التهديدات للأسلوب الديمقراطي للجولة.» 
لم تحصل تيموشينكو على تأييد من المرشحين الآخرين الذين لم ينجوا من الجولة الأولى من التصويت. وفي الجولة التي أجريت في 7 شباط / فبراير 2010، اُنتخب يانوكوفيتش رئيسا لأوكرانيا. ووفقا للجنة الانتخابات المركزية، حصل على 48.95٪ من الأصوات؛ بينما حصلت تيموشينكو على 45.47٪ من الأصوات. فازت يوليا تيموشينكو بـ 17 من 27 دائرة انتخابية في المناطق الغربية والوسطى والشمالية من أوكرانيا وفي كييف.
زعم أعضاء كتلة يوليا تيموشينكو على الفور أن هناك تزوير منتظم وعلى نطاق واسع في انتخابات الإعادة ومع ذلك، لم تصدر تيموشينكو نفسها بيانا عن الانتخابات. حتى بث مباشر في 13 فبراير 2010، قالت فيها إنها ستطعن في نتيجة الانتخابات في المحكمة. زعمت تيموشينكو الاحتيال على نطاق واسع، حيث قالت (وفقا ل تيموشينكو، كان مليون صوت غير صالح) وقال يانوكوفيتش لم يُنتخب بشكل شرعي. "مهما حدث في المستقبل، لن يصبح أبدا رئيسا منتخبا بشكل شرعي لأوكرانيا". لم تدع تيموشينكو الناس إلى الشوارع للاحتجاج، وذكر أنها "لن تتسامح مع المواجهة المدنية"."
في 10 فبراير 2010، دعا يانوكوفيتش تيموشينكو إلى التخلي عن احتجاجاتها والاستقالة كرئيس للوزراء، وقال يانوكوفيتش إنه يريد تشكيل ائتلاف جديد، وقد يحاول استدعاء الانتخابات البرلمانية المفاجئة. وفي 12 شباط / فبراير، ذكر يانوكوفيتش أنه لن يستبعد المحادثات مع تيموشينكو إذا اعتذرت له علنا عن الاتهامات التي وجهتها خلال حملتها الانتخابية. ولم ترغب حكومة تيموشينكو في الاستقالة طوعا.
وفي 17 شباط / فبراير 2010 علقت المحكمة الإدارية العليا في أوكرانيا نتائج الانتخابات على استئناف تيموشينكو. علقت المحكمة لجنة الانتخابات المركزية في أوكرانيا الحاكمة التي أعلنت أن فيكتور يانوكوفيتش فاز في الانتخابات. سحبت تيموشينكو طعنها في 20 فبراير 2010، بعد أن رفضت المحكمة الإدارية العليا في كييف التماسها للتدقيق في الوثائق من الدوائر الانتخابية في شبه جزيرة القرم ولتشكيك موظفي الانتخابات ومسؤولي إنفاذ القانون. وفقا لتيموشينكو، "أصبح من الواضح أن المحكمة ليست قادرة على إثبات الحقيقة، ولسوء الحظ، المحكمة منحازة مثل لجنة الانتخابات المركزية، التي تضم أغلبية سياسية من يانوكوفيتش". كما قالت تيموشينكو، "على الأقل كان هناك تزوير الأصوات باستخدام الأساليب الرئيسية للتزوير، وأعتقد أن هذه الدعوى القضائية مع جميع الوثائق ستبقى في المحكمة الإدارية العليا في أوكرانيا.
وفي 22 شباط / فبراير 2010، أعلنت تيموشينكو في خطاب أنها تعتقد أن الانتخابات الرئاسية كانت مزورة ولم تعترف بنتائجها. وقالت: «فضلا عن الملايين من الأوكرانيين، أقول: يانوكوفيتش ليس رئيسنا». ودعت الفصائل البرلمانية الديمقراطية إلى عدم السعي إلى «العمل السياسي» في حزب المناطق (بمعنى تجنب المفاوضات مع حزب المناطق بشأن الائتلاف الجديد) و «الإقلاع عن الجدل وإنشاء فريق موحد».

### معارضة ما بعد الانتخابات الرئاسية 2010
قالت تيموشينكو خلال خطاب تلفزيوني على المستوى الوطني في 22 فبراير / شباط عن الرئيس المنتخب الأوكراني فيكتور يانوكوفيتش و «فريق يانوكوفيتش» (أشارت إليهما في كلمة «أوليغارشي»): «إنهم يحتاجون إلى عمالة رخيصة، وأشخاص فقراء ومحرومين يمكن أن تضطر إلى العمل في مصانعهم للفول السوداني، فإنها تحتاج أيضا إلى ثروات أوكرانيا، التي كانت قد سرقت على مدى السنوات ال 18 الماضية». خلال الخطاب اتهمت أيضا الرئيس فيكتور يوشتشينكو «بفتح الباب أمام تزوير الانتخابات الضخم والصارخ» قبل 7 أيام من الانتخابات الرئاسية في يناير 2010 من خلال تعديل قانون الانتخابات. وقاطعت تيموشينكو وحزبها كتلة يوليا تيموشينكو، حفل تنصيب الرئيس يانوكوفيتش في 25 فبراير 2010.

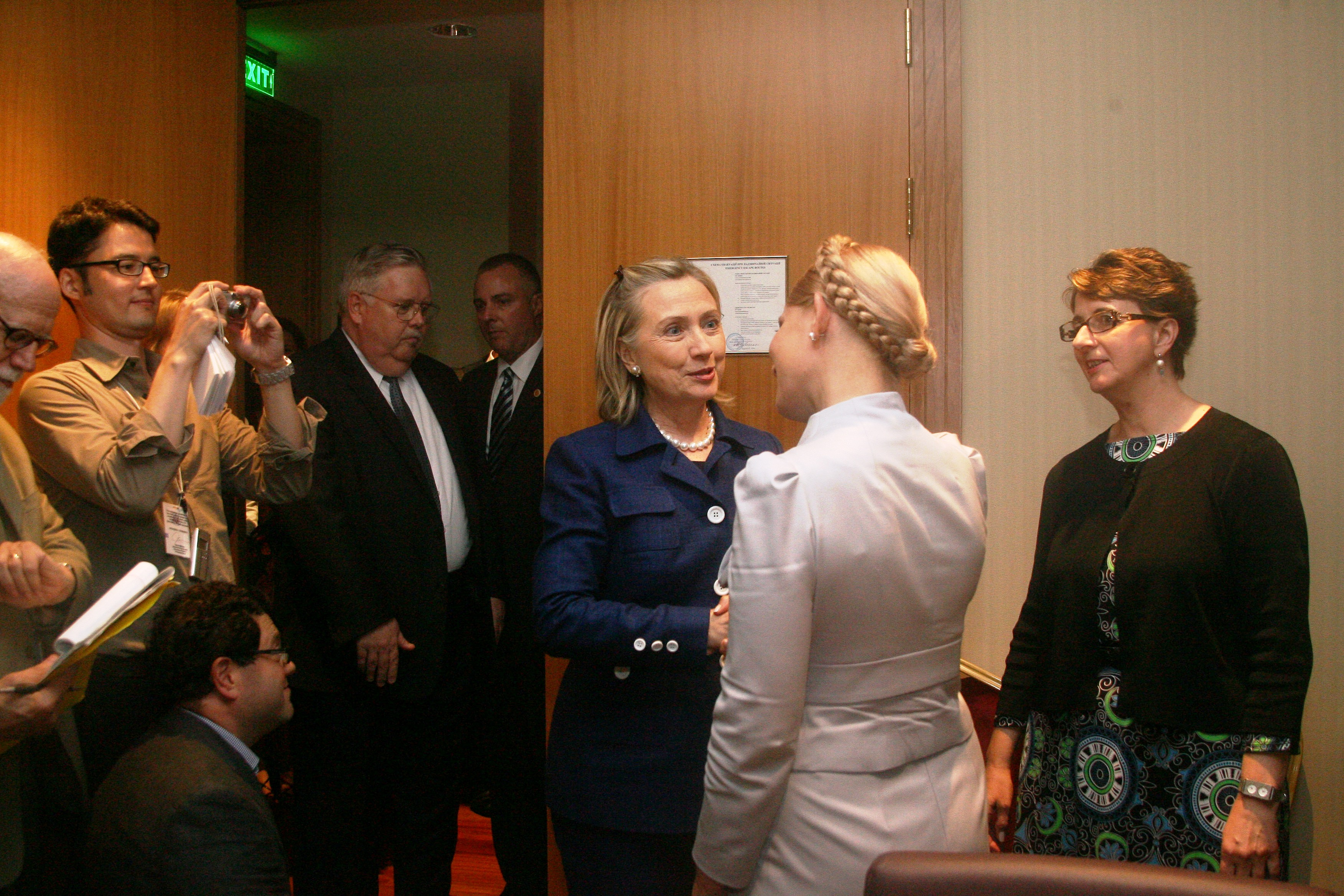
تيموشينكو واجتماعها مع وزيرة الخارجية الأمريكية هيلاري كلينتون (كييف 2 يوليو 2010)

ذكرت تيموشينكو في 22 فبراير 2010، إذا لم يمكن الحفاظ على حكومتها الثانية سوف تذهب إلى المعارضة البرلمانية. وفي 3 آذار / مارس 2010، أصدر البرلمان الأوكراني اقتراحا بعدم الثقة في حكومة تيموشينكو الثانية التي رفض فيها مجلس الوزراء حيث صوت 243 نائبا لصالح 450 من أصل 6 (بمن فيهم سبعة من نواب الكتلة يوليا تيموشينكو). (كان رئيس الوزراء تيموشينكو قد طالب بهذا التصويت في 1 مارس / آذار 2010). في 2 مارس 2010، كان التحالف قد فقد الأغلبية البرلمانية. قبل التصويت في 3 آذار / مارس، قالت رئيسة الوزراء تيموشينكو مرة أخرى: «إذا تم إقالة الحكومة اليوم، في تلك اللحظة نفسها ستغادر حكومتنا مجلس الوزراء، وستنتقل قوتنا السياسية إلى المعارضة». ألقت تيموشينكو باللوم على كتلة ليتفين و «أوكرانيا، بما في ذلك زعيم أوكرانيا، الذي أعلن موقف الفصيل» لسقوط الحكومة. استقالة تيموشينكو من منصب رئيس الوزراء في 4 مارس 2010. وقد تم تعيين عضو في حزب "BYuT"، أولكسندر تورشينوف، للوفاء بواجبات رئيس الوزراء حتى تشكيل حكومة جديدة في 4 مارس / آذار 2010. في 9 و 15 مارس 2010، دعت تيموشينكو «جميع القوى الوطنية الوطنية» للتوحيد ضد يانوكوفيتش.  في 16 مارس، تم إنشاء حكومة الظل بما في ذلك BYuT. في 10 مايو 2010، أنشئت اللجنة الشعبية لحماية أوكرانيا، وكانت تيموشينكو واحدة من الممثلين. كانت تيموشينكو ضد القاعدة البحرية الأوكرانية الروسية لعام 2010 لمعاهدة الغاز الطبيعي، لأنها تعتقد أن الاتفاق يضر بالمصالح الوطنية الأوكرانية.

وفي 12 أيار / مايو 2010، أعاد مكتب المدعي العام الأوكراني فتح قضية جنائية في عام 2004 بصورة غير مشروعة، كانت المحكمة العليا الأوكرانية قد أغلقت أمامها في كانون الثاني / يناير 2005 ضد تيموشينكو بشأن اتهامات بأنها حاولت رشوة قضاة المحكمة العليا. وعندما تركت مكتب المدعي العام في 12 مايو / أيار، قالت تيموشينكو للصحفيين أنه قد تم استدعاؤهم لرؤية المحققين مرة أخرى في 17 مايو، وربطت هذه الخطوة بزيارة الرئيس الروسي ميدفيديف لأوكرانيا في 17-18 مايو 2010. وادعت تيموشينكو أيضا أن «جميع مكاتب المدعي العام» أبلغت بأن الرئيس يانوكوفيتش أمر شخصيا مكتب المدعي العام بإيجاد أي أساس لمحاكمتها. وفي مؤتمر صحفي عقد في 12 أيار / مايو، رفض ممثل يانوكوفيتش في البرلمان الأوكراني يوري ميروشنيشنكو بيان تيموشينكو بشأن اهتمام يانوكوفيتش الشخصي بمحاكمتها. «يانوكوفيتش ضد القمع السياسي لانتقاد النظام». 

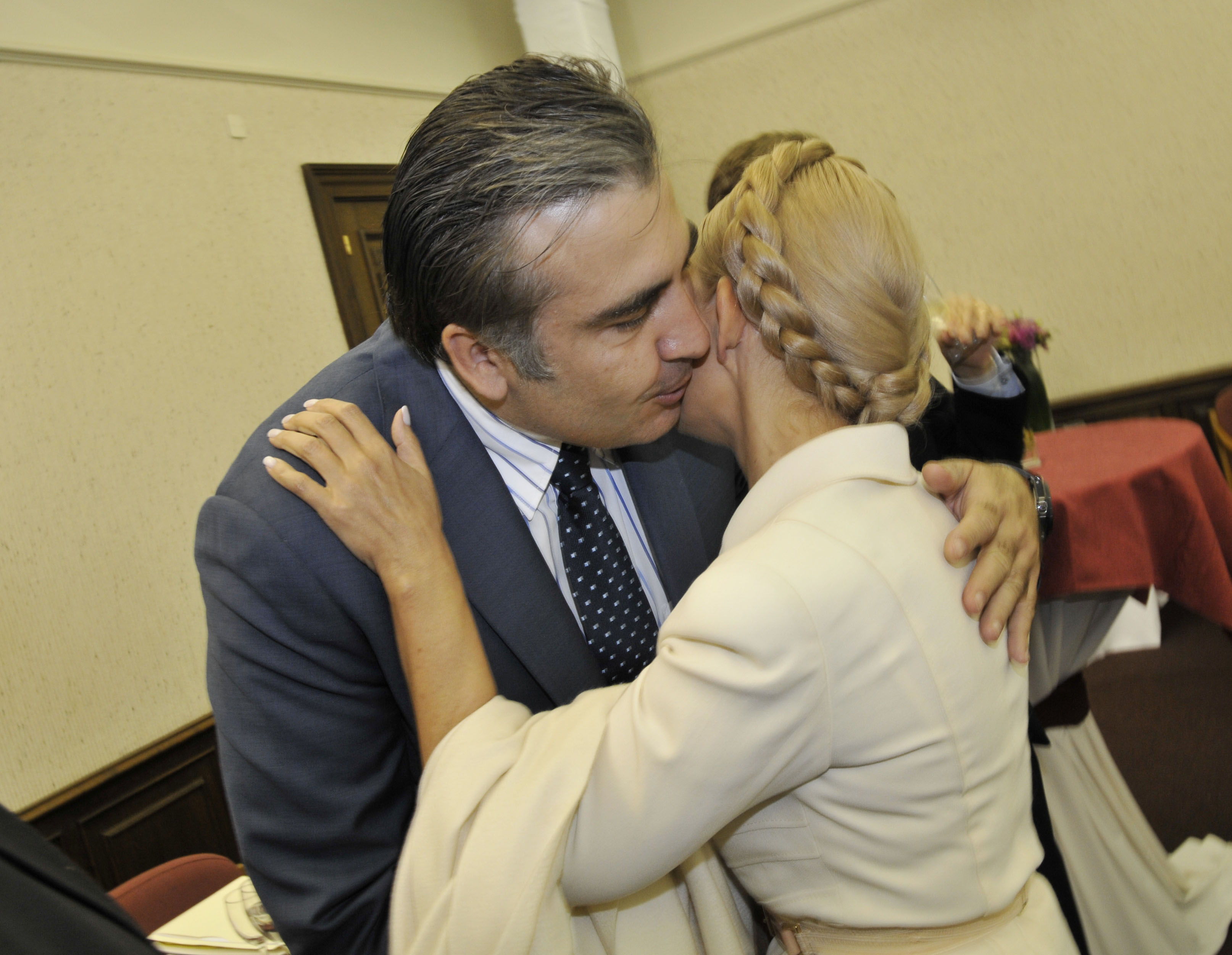
تيموشينكو وميخائيل ساكاشفيلي، سبتمبر 2010

وفي 15 كانون الأول / ديسمبر 2010، أقام مكتب المدعي العام دعوى جنائية ضد تيموشينكو بزعم أنها أساءت استخدام الأموال التي تلقتها أوكرانيا في إطار بروتوكول كيوتو. وقد اتهمت رسميا في 20 ديسمبر 2010. ونفت تيموشينكو انفاق الاموال على المعاشات، مؤكدة انها لا يزال تحت تصرف وزارة البيئة. ووفقا لمسؤولين حكوميين، فإن القضية الجنائية ضد تيموشينكو كانت محاولة مشروعة للكشف عن الفساد من قبل الإدارة السابقة. وقال الخبراء الأمريكيين «كوفينغتون وبرلينغ» و «بدو الولايات المتحدة الأمريكية» ما يلي: «الوثائق التي كنا قادرين على رؤيتها، تشير بوضوح إلى أن رصيد كيوتو يبلغ حوالي 3.3 مليار في تاريخ الاستلام والذي ظل دون تغيير طوال الفترة التي نظرنا فيها، وعلاوة على ذلك، لم يتم لمس أموال كيوتو على الإطلاق في عام 2009. وبما أن رصيد هذا الحساب لم يتغير في تاريخ الاستلام، أي ان الاتهامات بأن رئيسة الوزراء تيموشينكو» تستخدم«هذه الأموال خلافا للغرض المقصود منها، من الواضح أنها كاذبة». وفي 7 آب / أغسطس 2014، أكدت رئيسة دائرة الخزانة العامة تاتيانا سليوز أن حكومة تيموشينكو لم تنفق أبدا «أموال كيوتو»، وكانت الأموال في حسابات خاصة، وفي عام 2010 نقلت إلى حكومة يانوكوفيتش. لم يتم القبض على تيموشينكو، لكنها أُمرت بعدم مغادرة كييف بينما كان التحقيق جاريا. وفي نفس الحالة، اعتقل وزير البيئة في حكومة تيموشينكو الثانية، جورجي فيليبتشوك. وكان فيليبشوك ثالث وزير من هذه الحكومة يواجه اتهامات جنائية منذ سقوطه في مارس / آذار 2010 (اتهم الادعاء وزير الداخلية السابق يوري لوتسينكو بتجاوزات منصبه في أوائل ديسمبر / كانون الأول 2010، واعتقل وزير الاقتصاد السابق بوهدان دانيليشين في جمهورية التشيك في أكتوبر 2010 على رسوم مماثلة). وفي اليوم نفسه، أصدر حزب الشعب الأوروبي بيانا فيه «يدين نمو الضغوط العدوانية، بدوافع سياسية من قبل السلطات الأوكرانية على المعارضة وزعيمتها يوليا تيموشينكو». رفضت تيموشينكو التحقيق بخصوص قضية «الإرهاب ضد معارضة الرئيس يانوكوفيتش». في وقت سابق من ذلك الشهر، ذكر المدعي العام الأوكراني فيكتور بشونكا أنه لا توجد أسباب سياسية لاستجواب زعماء المعارضة تيموشينكو ولوتسينكو وألكساندر تورتشينوف.
تم رفع تهم الفساد الجديدة ضد تيموشينكو في 27 يناير 2011. كما اتهمت باستخدام 1000 سيارة طبية للحملات الانتخابية في الانتخابات الرئاسية عام 2010. وفقا لتيموشينكو، كانت التهم كاذبة وجزءا من «حملة يانوكوفيتش لإسكات المعارضة».  وفي وقت لاحق، في عام 2010، كشفت نتائج التدقيق في غرفة الحسابات أن اقتناء هذه المركبات تم توفيره من عام 2008 في المادة 87 من قانون الميزانية، وميزانية الدولة لعام 2009، والمادة 13 من قانون أوكرانيا «بشأن البرامج المستهدفة للدولة». وفي يونيو / حزيران 2011، علقت القضية المتعلقة ب «أموال كيوتو» ومركبات المساعدة الطبية إلى القرية - بعد تدقيق شركة "BDO USA" التي لديها فروع في أكثر من مائة دولة حول العالم، ومكتب محاماة كبير الذي يضم «كوفينغتون» و «برلينغ».
تم فتح قضية جنائية ثالثة ضد تيموشينكو فيما يتعلق بإساءة استخدام السلطة المزعومة خلال نزاع الغاز الروسي الأوكراني عام 2009 في 10 أبريل / نيسان 2011. هذه الحالة وصفت بأنها «سخيفة» من قبل تيموشينكو. وفي 24 أيار / مايو 2011، وجهت النيابة العامة اتهامات لها فيما يتعلق بهذه القضية (الجنائية الثالثة) ولم يتم القبض عليها.
وفي 26 نيسان / أبريل 2011، رفعت تيموشينكو دعوى قضائية ضد رجل الأعمال دميترو فيرتاش ومقرها السويسري روزوكرينيرغو في محكمة محلية في مانهاتن واتهمتهما ب «الاحتيال على مواطني أوكرانيا بالتلاعب في حكم محكمة التحكيم» و «تقويض سيادة القانون في أوكرانيا» فيما يتعلق بحكم محكمة التحكيم الدولية عام 2010 في ستوكهولم الذي أمر شركة الطاقة في أوكرانيا نفتوغاز لدفع روزوكرينيرغو 11 مليار متر مكعب من الغاز الطبيعي لتعويض الوقود الذي «تمت مصادرته» بالإضافة إلى 1.1 مليار مليار متر مكعب كعقوبة.
طوال فترة رئاسة يانوكوفيتش، ظل تيموشينكو ينتقد انتقاداته وأداء حكومة أزاروف ونواياها التي اتهمت، من بين أمور أخرى، ببيعها إلى روسيا وكونها «جنازة للديمقراطية». اتهمت تيموشينكو «العديد من جيران أوكرانيا» بالتغاضي عن «خنق يانوكوفيتش لديمقراطية أوكرانيا، وبعضهم يحتفل علنا بالاستقرار المفترض الذي فرضه نظامه»، وتعتقد أن «أوكرانيا يمكن أن تعود إلى الديمقراطية فقط مع المجتمع المدني النشط والدعم من المجتمع الدولي».

## اراء سياسية
أرادت تيموشينكو أن تصبح بلدها عضوا في الاتحاد الأوروبي، وفي الحين ذاته كانت تعبر عن قلقها بشأن معادية روسيا. «أحاول الدفاع عن مصالحنا حتى نتمكن من إيجاد توازن في علاقاتنا مع الاتحاد الأوروبي وروسيا».
دعمت تيموشينكو أوكرانيا للانضمام إلى الناتو حيث اشارت أنه سيكون "غير مريح" لأوكرانيا أن تبقى "في فراغ، خارج كل أنظمة الأمن القائمة". ولكن، وفقا لتيموشينكو، مسألة انضمام أوكرانيا إلى أي نظام للأمن الجماعي "لن تحل إلا عن طريق الاستفتاء". فضلت تيموشينكو العلاقات مع الاتحاد الأوروبي، بما في ذلك إنشاء منطقة تجارة حرة بين أوكرانيا والاتحاد الأوروبي، وفقا لتيموشينكو، "لم يكتمل المشروع الأوروبي حتى الآن، ولم يكتمل لأنه لا توجد مشاركة كاملة من أوكرانيا". كما تعارض التدخل الأجنبي في الشؤون الداخلية الأوكرانية: لا ترغب تيموشينكو في توسيع عقد إيجار أسطول البحر الأسود الروسي في أوكرانيا لأن "دستور أوكرانيا ينص بوضوح على أن" قواعد عسكرية أجنبية لا يمكن نشرها في أوكرانيا، وهذا الشرط الدستوري هو الأساس الأساسي لأمن الدولة ". وهي تؤمن أيضا ب" بناء مجتمع مدني حقيقي "كأفضل وسيلة لمساعدة الديمقراطية.
تعتبر تيموشينكو أوكرانيا «دولة موحدة وغير قابلة للتجزئة». واعتبرت أن المواقف الانفصالية في أوكرانيا غير مقبولة: «أحب بعضنا البعض، من دونيتسك، القرم، لوهانسك، دنيبروبيتروفسك، خاركيف، لفيف، ترنوبل، إيفانو فرانكوفسك، كييف وجميع زوايا أخرى من وطننا.» وفقا ل تيموشينكو ، فإن المواطنين الناطقين باللغة الروسية دنيبروبيتروفسك فهموا بالفعل الأوكرانية في العصر السوفيتي وأن المشاكل المحيطة باللغة الروسية في أوكرانيا «مبالغ فيها وغير موجودة». 
عارضت تيموشينكو إدخال الروسية كلغة لغة رسمية. ولكن في 7 نيسان / أبريل 2014، ذكرت أنها أيدت قانون اللغة لعام 2012 (الذي يهدف إلى إعطاء لغات الأقليات الروسية وغيرها (إذا تجاوزت النسبة المئوية لأقلية قومية 10 في المائة). وعن موقفها الخاص تجاه اللغة الأوكرانية، قالت تيموشينكو أن "اليوم أنا أفكر في الأوكرانية ... وحقيقة أنني أعرف الروسية بشكل جيد للغاية، وأعتقد أنه ليس سرا بالنسبة لك ... أنت تعرف أنني نشأت في المنطقة الناطقة بالروسية في دنيبروبيتروفسك.
كتبت تيموشينكو مقالة تسمى «تحتوي على روسيا» التي نشرت في طبعة مايو- يونيو 2007 في مجلة الشؤون الخارجية . في المقال انتقدت التوسع الروسي. وبناء على ذلك، فإن المقال قد خرق روسيا وبعد أكثر من أسبوع من نشر المقال، ردت روسيا بأنها وصفت بأنها «بيان مناهض لروسيا» و «محاولة لإعادة رسم الخطوط الفاصلة مرة أخرى في أوروبا».
كانت حكومة تيموشينكو الأولى تحبذ خصخصة 3000 شركة، كما هو الحال مع مطحنة الصلب في كيفوريزستال. كما اعتقدت تيموشينكو أن الاقتصاد الأوكراني يحتكر بشكل مفرط. كانت تيموشينكو ضد خصخصة نظام نقل الغاز في أوكرانيا. كما سردت خلاص اقتصاد أوكرانيا خلال الأزمة المالية الأوكرانية 2008-09 باعتبارها واحدة من إنجازاتها. قضت حكومة تيموشينكو الثانية 1.6 مليار هريفنيا على تحديث صناعة تعدين الفحم.
أرادت تيموشينكو رفع المستوى العام للمعايير الاجتماعية من خلال تحقيق المساواة في الرواتب في المجالين الصناعي والاجتماعي، وتعهدت في نوفمبر 2009 بإعادة تأهيل المستشفيات والنظام الصحي في أوكرانيا خلال عامين. كما تعهدت بالإعفاءات الضريبية للمزارعين. وشملت السياسات الاقتصادية الأخرى تعويضات للمودعين الذين فقدوا مدخرات عهد الاتحاد السوفيتي، وضوابط الأسعار على الغذاء والأدوية لإحداث التضخم، ودعت إلى إعادة النظر في الخصخصة الغامضة والإنفاق الاجتماعي المرتفع. أرادت تيموشينكو خفض عدد الضرائب بمقدار الثلث لتبسيط النظام، كما أرادت خفض ضريبة القيمة المضافة (VAT) وتقديم إعفاءات ضريبية لمستوردي التكنولوجيات الجديدة إلى المناطق الفقيرة لتعزيز الاستثمار هناك. في ديسمبر 2009 اقترحت حكومة تيموشينكو الثانية إنشاء مكاتب مستقلة لمكافحة الفساد في أوكرانيا.
اعتقدت تيموشينكو أن أوكرانيا يمكن أن تحصل على أمن الطاقة والاستقلال، وأنها تريد تسريع التنقيب واستخراج النفط والغاز الطبيعي من رف البحر الأسود. وبالنظر إلى الطاقة النووية التي توفر ما يقرب من 50٪ من إمدادات الكهرباء في أوكرانيا، وافقت حكومة تيموشينكو على التعاون مع شركة ويستن لإنشاء إنتاج مصنع من الوقود النووي في أوكرانيا، مستقلة عن روسيا. واقترحت أيضا إجازة ضريبية لمدة 10 سنوات للشركات التي من شأنها تطوير مصادر الطاقة البديلة في أوكرانيا.
بالنسبة لأوكرانيا، فضلت تيموشينكو نظام التصويت النسبي مع القوائم المفتوحة. كما أرادت تيموشينكو إصلاح تشكيل الهيئات التنفيذية للدولة. كما أيدت إعطاء المعارضة البرلمانية «أدوات نفوذ حقيقية على السلطات». كما تريد إصلاحات نظام المحاكم الأوكرانية وترغب في نقل السلطة التنفيذية للسلطات المحلية. قامت تيموشينكو، بالتعاون مع ممثلي الحكومات الإقليمية، بتوسيع نطاق القانون الذي يهدف إلى تمكين السلطات المحلية. في صيف عام 2009، ادعت أنها حاولت الجمع بين أحزاب سياسية مختلفة من أجل تعديل الدستور والتحول إلى شكل برلماني من الحكم. في فبراير 2011، قالت تيموشينكو «محاولة فيكتور يانوكوفيتش العارية لاختطاف الانتخابات التي عجلت الثورة البرتقالية كان ينبغي أن يؤدي إلى منعه من الترشح في الانتخابات في المستقبل.»
في تشرين الثاني / نوفمبر 2009، دعت تيموشينكو أوكرانيا «ببلد غير قابل للحكم تماما» بسبب التغييرات التي أدخلت على دستور أوكرانيا كجزء من تسوية سياسية بين السلطات بنيابة (الرئيس السابق كوتشما) والمعارضة خلال الثورة البرتقالية. (وقد وصفت تيموشينكو تلك الإصلاحات بأنها «غير مكتملة»، وصوتت كتلة يوليا تيموشينكو ضدهم في ديسمبر / كانون الأول 2004). وفي يناير / كانون الثاني 2010، دعت تيموشينكو إلى إدخال تعديلات عاجلة على الدستور عبر أغلبية البرلمان الأوكراني بعد إجراء استطلاع أو استفتاء. في أبريل / نيسان 2011، كانت لا تزال تعتقد أن الدستور «لا يعمل».
أعربت يوليا تيموشينكو في 21 مايو 2016 عن أملها في أن يوفر الاتحاد الأوروبي لأوكرانيا نظاما بدون تأشيرة. وأكدت تيموشينكو أن الدولة الأوكرانية هناك لحماية العالم في جميع أنحاء أوروبا، ومواصلة محاربة العدوان الروسي.

## الأسرة والحياة الشخصية
ولدت يوليا تيموشينكو، ليودميلا ميكولاييفنا تيليهينا في 11 أغسطس 1937 في دنيبروبيتروفسك. والدها، فولوديمير أبراموفيتش هريهيان، ولد في 3 ديسمبر 1937، وأيضا في دنيبروبيتروفسك. كانت والدته ماريا يوسيبيفنا هريهيان، التي ولدت في عام 1909.
نشرت وسائل الإعلام الأوكرانية تكهنات بشأن الأنساب التي تخص تيموشينكو. بعض الفرضيات ليس لها أدلة علمية (على سبيل المثال، فرضية الأصل الأرمني لقب «غريغيان»)؛ وفي عام 2005 كانت تصف أصولها بأنها نصف يهودية ونصف أرمينية.
ولدت والدة تيموشينكو في أوكرانيا، وبالتالي، هي أوكرانية على النحو المحدد في قانون المواطنة في أوكرانيا والدستور الأوكراني.
تحدثت تيموشينكو الروسية فقط في طفولتها (على الرغم من أنها درست اللغة الأوكرانية والأدب الأوكراني في المدرسة لمدة 10 أعوام، كما فعل جميع تلاميذ المدارس في أوكرانيا السوفيتية). في يناير 2010 ذكرت تيموشينكو أثناء تواجدها في دنيبروبيتروفسك لم يكن عليها أن تتحدث الأوكرانية حتى كانت في عمر الـ 36 عاما (أي قبل عام 1996).
في عام 1979 تزوجت يوليا رجل الأعمال أولكسندر تيموشينكو (في 11 يونيو 1960). الزوجان لديهما ابنة - يوفينيا (يوجينيا) تيموشينكو (ولدت في 20 فبراير 1980) - تخرجت من كلية لندن للاقتصاد.

### حياتها الشخصية
استأجرت تيموشينكو وزوجها منزل في كييف وامتلكوا شقة في دنيبروبيتروفسك بينما كانت المنازل في دنيبروبتروفسك تنتمي إلى أقاربهم. أعلنت تيموشينكو أنها لم تستخدم أبدا ولن تستخدم مطلقا أن تنتقل إلى منزل صيفي مملوك للدولة، على النقيض من جميع الرؤساء السابقين والعديد من كبار المسؤولين في أوكرانيا، الذين يعيشون في دتشاس المملوكة للدولة في Koncha-Zaspa. وفقا لوسائل الإعلام الأوكرانية تيموشينكو تعيش في العقارات في كونتشا - زاسبا، «مستأجرة من صديق». في مارس 2014 فتحت تيموشينكو باب منزلها للناشطين العامين.
في وقت فراغها، وقبل سجنها، ركضت تيموشينكو على حلقة مفرغة لممارسة الرياضة واستمعت إلى موسيقى أندريا بوتشيلي، وسارة برايتمان، وآنا نيتربكو واليساندرو سافينا. أوكراينسكا برافدا هي مصادر الأخبار المفضلة لديها.

## جوائز
- وسام القديس فارفارا، الشهيد الكبير من الكنيسة الأوكرانية الأرثوذكسية (بطريركية موسكو) (1998).
- ثالث أقوى امرأة في العالم حسب تصنيف فوربس (مجلة) (يوليو 2005).[22]
- جائزة «السنة في أوروبا الوسطى والشرقية» في المنتدى الاقتصادي الدولي في كرينيكا - زدروج، بولندا (سبتمبر 2005).[371]
- جائزة بريكس دي لا فونداتيون كرانز مونتانا "لحوكمة فعالة ومحاربة الفساد في الدورة السنوية لمنتدى كرانز مونتانا (ديسمبر 2005).[372][373]
- «من أجل الشجاعة السياسية» من قبل المجلة الفرنسية «بوليتيك إنترناتيونال»، كانت أول جائزة تمنح لمرشح أوكراني على مدى السنوات ال 25 الماضية من تاريخ المجلة. (آذار / مارس 2007).
- جائزة من منظمة غير حكومية أمريكية منظمة للمؤتمر السياسي المحافظ للإسهام في تنمية الديمقراطية. (مارس 2007)
- جائزة «شختارسكا سلافا» في يوم كوالمينر في لوهانسك. (2008)
- جائزة فرسان القبر المقدس الأرثوذكسية، والتي أعطيت إلى تيموشينكو من قبل البطريرك ثيوفيلوس الثالث من القدس. (تشرين الأول / أكتوبر 2008)
- (أعلى جائزة من الكنيسة الأرثوذكسية الأوكرانية من البطريركية كييفان) من البطريرك الرسولي من أوكرانيا فيلاريت. (2011)
- جائزة البابا بونيفاس الثامن الدولية (أكتوبر 2012). وكان أول شخص يحصل على الجائزة البابا يوحنا بولس الثاني.
- مانويل كاراسكو فورميغيرا لمساهمتها في الدفاع عن الديمقراطية والحرية والنضال من أجل استعادة سيادة القانون في أوكرانيا، التي منحها الاتحاد الديمقراطي لحزب كاتالونيا (يوليو 2013).[374]

## وصلات خارجية
- يوليا تيموشينكو على موقع IMDb (الإنجليزية)
- يوليا تيموشينكو على موقع الموسوعة البريطانية (الإنجليزية)
- يوليا تيموشينكو على موقع مونزينجر (الألمانية)
- يوليا تيموشينكو على موقع إن إن دي بي (الإنجليزية)

- أخبار مُجمّعة وتعليقات عن يوليا تيموشينكو في موقع صحيفة نيويورك تايمز.

| المناصب السياسية       | المناصب السياسية              | المناصب السياسية        |
| ---------------------- | ----------------------------- | ----------------------- |
| سبقه ميكولا أزاروف     | رئيس وزراء أوكرانيا 2005      | تبعه يوري يخانوروف      |
| سبقه فيكتور يانوكوفيتش | رئيس وزراء أوكرانيا 2007–2010 | تبعه ألكساندر تورتشينوف |